# Földi Tamás szinkronmunkáinak listája
Az alábbi lista Földi Tamás színész, fényképész, szinkronszínész, hangmérnök, szinkronrendező–asszisztens, szinkronrendező, produkciós vezető szinkronmunkáit tartalmazza. Ahol nincs egyéb feltüntetve, a szinkront az Active Kommunikációs Kft. készítette.
1. Atlantisz legendája (The Legend of Atlantis) – r.: Diane Eskenazi
1. magyar változat [2000-ben] szinkronrendező
2. Nyugaton a helyzet változatlan (All Quiet on the Western Front) [1930] – r.: Lewis Milestone
2. magyar változat [2011-ben] hangmérnök (Másik Zoltán néven), szinkronrendező
3. A londoni vérfarkas (Werewolf of London) [1935] – r.: Stuart Walker
1. magyar változat [2004-ben] szinkronrendező
4. Drakula lánya (Dracula's Daughter) [1936] – r.: Lambert Hillyer
1. magyar változat [2004-ben] szinkronrendező
5. Drakula fia (Son of Dracula) [1943] – r.: Robert Siodmak
1. magyar változat [2004-ben] szinkronrendező
6. Frankenstein és a vérfarkas (Frankenstein Meets the Wolf Man) [1943] – r.: Roy William Neill
1. magyar változat [2004-ben] szinkronrendező
7. Drakula háza (House of Dracula) [1945] – r.: Erle C. Kenton
1. magyar változat [2004-ben] szinkronrendező
8. A londoni farkasnémber (She–Wolf of London) [1946] – r.: Jean Yarbrough
1. magyar változat [2004-ben] szinkronrendező
9. Barátom, Harvey (Harvey) [1950] – r.: Henry Koster
1. magyar változat [2011-ben] hangmérnök (Másik Zoltán néven), szinkronrendező
10. Cyrano de Bergerac (Cyrano de Bergerac) [1950] – r.: Michael Gordon
2. magyar változat [1998-ban] szinkronrendező
11. Délutáni szerelem (Love in the Afternoon) [1957] – r.: Billy Wilder
2. magyar változat [2010-ben] keverőhangmérnök (Másik Zoltán néven), produkciós vezető
12. Spartacus (Spartacus) [1960] – r.: Stanley Kubrick
2. magyar változat [2004-ben] keverés, szinkronrendező
13. Ne bántsátok a feketerigót! (film) (To Kill a Mockingbird) [1962] – r.: Robert Mulligan
3. magyar változat [2011-ben] hangmérnök (Másik Zoltán néven), szinkronrendező
14. Útmutató házas férfiaknak (A Guide for the Married Man) [1967] – r.: Gene Kelly
1. magyar változat [2011-ben] hangmérnök (Másik Zoltán néven), szinkronrendező
15. Bali csodája
– 1. rész: A déli Nap (The Midday Sun) [1969]
– 2. rész: Éjszaka (Night) [1969]
– 3. rész: Zene és tánc Pliatanból (Recital of Music and Dancing from the Village of Pliatan) [1969]
1. magyar változat (hangalámondás) [2008-ban] magyar változat munkatársa
16. A McKenzie–akció (The McKenzie Break) [1970] – r.: Lamont Johnson
1. magyar változat [2010-ben] hangmérnök (Másik Zoltán néven), szinkronrendező
17. Párbaj (Duel) [1971] – r.: Steven Spielberg
2. magyar változat [2004-ben] szinkronrendező
18. A nagy balhé (The Sting) [1973] – r.: George Roy Hill
2. magyar változat [2005-ben] keverőhangmérnök, szinkronrendező
19. Best of Benny Hill (The Best of Benny Hill) [1974] – r.: John Robins
2. magyar változat [2003-ban] szinkronrendező
20. Foxy Brown (Foxy Brown) [1974] – r.: Jack Hill
2. magyar változat [2009-ben] produkciós vezető
21. Sugarlandi hajtóvadászat (The Sugarland Express) [1974] – r.: Steven Spielberg
3. magyar változat [2004-ben] produkciós vezető
22. A cápa (Jaws) [1975] – r.: Steven Spielberg
2. magyar változat [2005-ben] keverés, szinkronrendező
23. Salò, avagy Szodoma 120 napja (Salò o le 120 giornate di Sodoma) [1975] – r.: Pier Paolo Pasolini
1. magyar változat [2002-ben] szinkronrendező
24. Törzsi kincsek
– 1. rész: A maszk mögött (Behind the Mask) [1975] – r.: David Collison
– 2. rész: A mennyei horgascsőrű (Crooked Beak of Heaven) [1975] – r.: Michael MacIntyre
– 3. rész: A Nap verejtéke (The Sweat of the Sun) [1975] – r.: Michael MacIntyre
– 4. rész: Bronzkirályság (Kingdom of Bronze) [1975] – r.: David Collison
– 5. rész: Szőtt kertek (Woven Gardens) [1975] – r.: David Collison
– 6. rész: A hagyományok embere (Man Blong Custom) [1975] – r.: Michael MacIntyre
– 7. rész: Határokon át(Across the Frontiers) [1975] – r.: Anna Benson Gyles
1. magyar változat (hangalámondás) [2008-ban] magyar változat munkatársa
25. Dr. Moreau szigete (The Island of Dr. Moreau) [1977] – r.: Don Taylor
2. magyar változat [2010-ben] keverőhangmérnök (Másik Zoltán néven), produkciós vezető
26. Félmaréknyi Kung–fu (Dian zhi gong fu gan chian chan) [1978] – r.: Chi–Hwa Chen
2. magyar változat [1998-ban] gyártásvezető, szinkronrendező
27. Shaolin kígyó és daru művészete (She hao ba bu) [1978] – r.: Chi–Hwa Chen
1. magyar változat [1998-ban] gyártásvezető, szinkronrendező
28. American Graffiti 2. (More American Graffiti) [1979] – r.: Bill L. Norton
1. magyar változat [2005-ben] keverés, szinkronrendező
29. Meztelenek és bolondok (1941) [1979] – r.: Steven Spielberg
2. magyar változat [2014-ben] hangmérnök (Másik Zoltán néven), produkciós vezető
30. Sárkány viadala (Long quan) [1979] – r.: Wei Lo
1. magyar változat [1998-ban] gyártásvezető, szinkronrendező
31. A tengeralattjáró (Das Boot) [1981] – r.: Wolfgang Petersen
2. magyar változat [2003-ban] hangmérnök (Másik Zoltán néven), szinkronrendező
32. Fantasztikus küldetés (Mai nei dak gung dui) [1982] – r.: Yen–ping Chu
2. magyar változat [1998-ban] gyártásvezető, szinkronrendező
33. Monty Python: Az élet értelme (The Meaning of Life) [1983] – r.: Terry Gilliam, Terry Jones
2. magyar változat [2004-ben] gyártásvezető, szinkronrendező
34. Rettenthetetlen hiéna 2. (Long teng hu yue) [1983] – r.: Chuan Chan, Wei Lo, Jackie Chan
2. magyar változat [1998-ban] szinkronrendező
35. Stephen King: A holtsáv (The Dead Zone) [1983] – r.: David Cronenberg
1. magyar változat [2001-ben] szinkronrendező
36. Dűne (Dune) [1984] – r.: David Lynch
1. magyar változat [2001-ben] szinkronrendező
37. Távol Afrikától (Out of Africa) [1985] – r.: Sydney Pollack
2. magyar változat [2005-ben] produkciós vezető
38. Ember és gép (Ford: The Man and the Machine) [1987] – r.: Allan Eastman
1. magyar változat [1998-ban] gyártásvezető, szinkronrendező
39. A vágy törvénye (La ley del deseo) [1987] – r.: Pedro Almodóvar
1. magyar változat [2006-ban] szinkronrendező
40. Akira (Akira) [1988] – r.: Katsuhiro Ôtomo
1. magyar változat [2006-ban] keverőhangmérnök, szinkronrendező
41. Őslények országa (The Land Before Time) [1988] – r.: Don Bluth
2. magyar változat [2004-ben] szinkronrendező
42. Pumpkinhead – A bosszú démona (Pumpkinhead) [1988] – r.: Stan Winston
1. magyar változat [2005-ben] keverés, szinkronrendező
43. Assisi Szent Ferenc (Francesco) [1989] – r.: Liliana Cavani
2. magyar változat [2007-ben] produkciós vezető
44. Fletch 2. – Szenzációs ajánlat (Fletch Lives) [1989] – r.: Michael Ritchie
2. magyar változat [2005-ben] szinkronrendező
45. Mesterek (Lung hang tin haa) [1989] – r.: Hark Tsui
1. magyar változat [2009-ben] hangmérnök (Másik Zoltán néven), szinkronrendező
46. Örökké (Always) [1989] – r.: Steven Spielberg
2. magyar változat [2014-ben] hangmérnök (Másik Zoltán néven), produkciós vezető
47. Született július 4-én (Born on the Fourth of July) [1989] – r.: Oliver Stone
2. magyar változat [2004-ben] produkciós vezető
48. Cry Baby (Cry-Baby) [1990] – r.: John Waters
1. magyar változat [2004-ben] produkciós vezető
49. Kezedben a sorsod (Instant Karma) [1990] – r.: Roderick Taylor
1. magyar változat [1998-ban] szinkronrendező
50. A bűn utcája (29th Street) [1991] – r.: George Gallo
1. magyar változat [1998-ban] vágó
51. 1492 – A Paradicsom meghódítása (1492: Conquest of Paradise) [1992] – r.: Ridley Scott
2. magyar változat [2003-ban] szinkronrendező
52. Kínai történet 2. (Wong Fei Hung II: Nam yee tung chi keung) [1992] – r.: Hark Tsui
1. magyar változat [2009-ben] hangmérnök (Másik Zoltán néven), szinkronrendező
53. Kutyaszorítóban (Reservoir Dogs) [1992] – r.: Quentin Tarantino
2. magyar változat [2005-ben] szinkronrendező
54. A mecénás szeretője (Mistress) [1992] – r.: Barry Primus
2. magyar változat [2004-ben] szinkronrendező
55. Bűvölet (Malice) [1993] – r.: Harold Becker
1. magyar változat [1998-ban] vágó
56. A féltékenység hálójában (Entangled) [1993] – r.: Max Fischer
1. magyar változat [1999-ben] szinkronrendező
57. Fenegyerekek (Gunmen) [1993] – r.: Deran Sarafian
3. magyar változat [2004-ben] szinkronrendező
58. Kínai történet 3. (Wong Fei Hung III: Si wong jaang ba) [1993] – r.: Hark Tsui
1. magyar változat [2009-ben] hangmérnök (Másik Zoltán néven), szinkronrendező
59. Kockázatos játék (Dangerous Game) [1993] – r.: Abel Ferrara
1. magyar változat [1998-ban] szinkronrendező
60. Tiszta románc (True Romance) [1993] – r.: Tony Scott
2. magyar változat [2004-ben] szinkronrendező
61. A tuti balhé (The Real McCoy) [1993] – r.: Russell Mulcahy
2. magyar változat [2004-ben] szinkronrendező
62. A gyilkológép (Death Machine) [1994] – r.: Stephen Norrington
1. magyar változat [1999-ben] szinkronrendező
63. A kezdetek – A Beatles hamburgi évei (Backbeat) [1994] – r.: Iain Softley
1. magyar változat [2004-ben] szinkronrendező
64. A nagy ugrás (The Hudsucker Proxy) [1994] – r.: Ethan Coen, Joel Coen
2. magyar változat [2004-ben] szinkronrendező
65. Egy troll New Yorkban (A Troll in Central Park) [1994] – r.: Don Bluth, Gary Goldman
1. magyar változat [2011-ben] hangmérnök (Másik Zoltán néven), szinkronrendező
66. 12 majom (Twelve Monkeys) [1995] – r.: Terry Gilliam
2. magyar változat [2005-ben] keverőhangmérnök, szinkronrendező
67. Apollo 13 (Apollo 13) [1995] – r.: Ron Howard
2. magyar változat [2005-ben] produkciós vezető
68. Casino (Casino) [1995] – r.: Martin Scorsese
3. magyar változat [2005-ben] produkciós vezető
69. Felemás (Separate Lives) [1995] – r.: David Madden
1. magyar változat [1998-ban] szinkronrendező
70. A majmok titkai (Aberne og det hemmelige våben) [1995] – r.: Jannik Hastrup
1. magyar változat [1998-ban] szinkronrendező
71. Páncélba zárt szellem (Kôkaku kidôtai) [1995] – r.: Mamoru Oshii
2. magyar változat [2006-ban] hangmérnök (Másik Zoltán néven), szinkronrendező
72. Underground (Underground) [1995] – r.: Emir Kusturica
1. magyar változat [2004-ben] szinkronrendező
73. Cherokee kölyök (The Cherokee Kid) [1996] – r.: Paris Barclay
1. magyar változat [1998-ban] szinkronrendező
74. Éj anyánk (Mother Night) [1996] – r.: Keith Gordon
1. magyar változat [1998-ban] vágó szinkronrendező
75. A fogorvos (The Dentist) [1996] – r.: Brian Yuzna
1. magyar változat [1998-ban] szinkronrendező
76. Hajszál híján szeretem (A Thin Line Between Love and Hate) [1996] – r.: Martin Lawrence
1. magyar változat [1998-ban] szinkronrendező
77. Julie De Marco (The Pallbearer) [1996] – r.: Matt Reeves
1. magyar változat [1999-ben] szinkronrendező
78. Soha többé (Never Ever) [1996] – r.: Charles Finch
1. magyar változat [1998-ban] szinkronrendező
79. Agyament Harry (Deconstructing Harry) [1997] – r.: Woody Allen
1. magyar változat [1999-ben] hangmérnök, szinkronrendező
80. Amikor a farok csóválja… (Wag the Dog) [1997] – r.: Barry Levinson
1. magyar változat [1999-ben] szinkronrendező
81. Austin Powers (Austin Powers: International Man of Mystery) [1997] – r.: Jay Roach
1. magyar változat [1999-ben] szinkronrendező
82. Bean – Az igazi katasztrófafilm (Bean) [1997] – r.: Mel Smith
2. magyar változat [2001-ben] szinkronrendező
83. Bolond szél fúj (Fools Rush In) [1997] – r.: Andy Tennant
1. magyar változat [1998-ban CÉGszinkronrendező
84. Boogie Nights (Boogie Nights) [1997] – r.: Paul Thomas Anderson
1. magyar változat [1998-ban] szinkronrendező
85. Comic strip – Képtelen képregény (Chasing Amy) [1997] – r.: Kevin Smith
1. magyar változat [1998-ban] szinkronrendező
86. Az én házam, az én váram (The Castle) [1997] – r.: Rob Sitch
1. magyar változat [2000-ben] szinkronrendező
87. Hiawatha éneke (Song of Hiawatha) [1997] – r.: Jeffrey Shore
1. magyar változat [1998-ban] gyártásvezető, szinkronrendező
88. Jackie, a jó fiú (Yatgo ho yan) [1997] – r.: Sammo Kam–Bo Hung
1. magyar változat [1998-ban] szinkronrendező
89. Játsz/ma (The Game) [1997] – r.: David Fincher
2. magyar változat [2001-ben] szinkronrendező
2. magyar változat 1. módosítás [2005-ben] szinkronrendező
90. Karácsonyi ének (A Christmas Carol) [1997] – r.: Stan Phillips
1. magyar változat [1998-ban] szinkronrendező
91. Melanie Darrow (Melanie Darrow) [1997] – r.: Gary Nelson
1. magyar változat [1998-ban] vágó
92. Mortal Kombat 2. – A második menet (Mortal Kombat: Annihilation) [1997] – r.: John R. Leonetti
1. magyar változat [1998-ban] szinkronrendező
93. Nyisd ki a szemed (Abre los ojos) [1997] – r.: Alejandro Amenábar
1. magyar változat [2000-ben] szinkronrendező
94. Perfect Blue (Pafekuto buru) [1997] – r.: Satoshi Kon
1. magyar változat [2009-ben] hangmérnök (Másik Zoltán néven), szinkronrendező
95. A sivatag rabjai (Passion in the Desert) [1997] – r.: Lavinia Currier
1. magyar változat [1999-ben] vágó szinkronrendező
96. Sue (Sue) [1997] – r.: Amos Kollek
1. magyar változat [2001-ben] szinkronrendező
97. Törökfürdő (Hamam) [1997] – r.: Ferzan Ozpetek
2. magyar változat [2005-ben] keverés, szinkronrendező
98. Washington Square (Washington Square) [1997] – r.: Agnieszka Holland
1. magyar változat [2000-ben] szinkronrendező
99. Az alku (The Proposition) [1998] – r.: Lesli Linka Glatter
1. magyar változat [1999-ben] szinkronrendező
100. Amerikai história X (American History X) [1998] – r.: Tony Kaye
1. magyar változat [1999-ben] szinkronrendező
101. Bérbosszú Bt. – Megfizetünk, ha megfizetnek (Dirty Work) [1998] – r.: Bob Saget
1. magyar változat [1999-ben] szinkronrendező
102. A boldogságtól ordítani (Happiness) [1998] – r.: Todd Solondz
1. magyar változat [2000-ben] szinkronrendező
103. Bűnös ártatlanság (Twist of Fate) [1998] – r.: Max Fischer
1. magyar változat [1999-ben] produkciós vezető
104. Csodás álmok jönnek (What Dreams May Come) [1998] – r.: Vincent Ward
1. magyar változat [2000-ben] szinkronrendező
105. Egy erkölcstelen mese (Your Friends & Neighbors) [1998] – r.: Neil LaBute
1. magyar változat [2000-ben] szinkronrendező
106. Életvonat (Train de vie) [1998] – r.: Radu Mihaileanu
1. magyar változat [2001-ben] szinkronrendező
107. Fekete kutya (Black Dog) [1998] – r.: Kevin Hooks
1. magyar változat [2002-ben] szinkronrendező
108. Gyilkos félállásban (Sat sau ji wong) [1998] – r.: Wei Tung
1. magyar változat [2002-ben] szinkronrendező
109. Holnapnál jobb a tegnap (Plus qu'hier moins que demain) [1998] – r.: Laurent Achard
1. magyar változat [2001-ben] szinkronrendező
110. Húgom, nővérem (In My Sister's Shadow) [1998] – r.: Sandor Stern
1. magyar változat [1998-ban] vágó szinkronrendező
111. Kirikou és a boszorkány (Kirikou et la sorcière) [1998] – r.: Michel Ocelot
1. magyar változat [2001-ben] szinkronrendező
112. A Klán csapdájában (Ambushed) [1998] – r.: Ernest R. Dickerson
1. magyar változat [1999-ben] szinkronrendező
113. Kör (Ringu) [1998] – r.: Hideo Nakata
1. magyar változat [2005-ben] keverőhangmérnök, szinkronrendező
114. Követés (Following) [1998] – r.: Christopher Nolan
2. magyar változat [2010-ben] hangmérnök (Másik Zoltán néven), szinkronrendező
115. A krokodilok bölcsessége (The Wisdom of Crocodiles) [1998] – r.: Po–Chih Leong
1. magyar változat [2001-ben] szinkronrendező
116. Kuki (Pecker) [1998] – r.: John Waters
1. magyar változat [2000-ben] szinkronrendező
117. A lé meg a Lola (Lola rennt) [1998] – r.: Tom Tykwer
1. magyar változat [2000-ben] szinkronrendező
118. Logan bosszúja (Logan's War: Bound by Honor) [1998] – r.: Michael Preece
1. magyar változat [2000-ben] szinkronrendező
119. Lost in Space – Elveszve az űrben (Lost in Space) [1998] – r.: Stephen Hopkins
1. magyar változat [1999-ben] keverőhangmérnök, szinkronrendező
120. Lottózsonglőrök (Waking Ned) [1998] – r.: Kirk Jones
1. magyar változat [2000-ben] szinkronrendező
121. Macska-jaj (Crna macka, beli macor) [1998] – r.: Emir Kusturica
1. magyar változat [2000-ben] szinkronrendező
122. Nem ér a nemem (The Opposite of Sex) [1998] – r.: Don Roos
1. magyar változat [1998-ban] szinkronrendező
123. Nevem, Joe (My Name Is Joe) [1998] – r.: Ken Loach
1. magyar változat [1999-ben] szinkronrendező
124. A nő kétszer (Sliding Doors) [1998] – r.: Peter Howitt
1. magyar változat [1999-ben] hangmérnök, szinkronrendező
125. Ó, azok az angolok (Stiff Upper Lips) [1998] – r.: Gary Sinyor
1. magyar változat [1999-ben] szinkronrendező
126. Az óceánjáró zongorista legendája (La leggenda del pianista sull'oceano) [1998] – r.: Giuseppe Tornatore
1. magyar változat [2001-ben] szinkronrendező
127. Penge (Blade) [1998] – r.: Stephen Norrington
1. magyar változat [1999-ben] keverőhangmérnök
128. Pi (Pi) [1998] – r.: Darren Aronofsky
1. magyar változat [2004-ben] szinkronrendező
129. Pleasantville (Pleasantville) [1998] – r.: Gary Ross
1. magyar változat [1999-ben] hangmérnök, szinkronrendező
130. Pokoljárás (Black Cat Run) [1998] – r.: D.J. Caruso
1. magyar változat [1999-ben] szinkronrendező
131. A repülés elmélete (The Theory of Flight) [1998] – r.: Paul Greengrass
1. magyar változat [2001-ben] szinkronrendező
132. Sötét kikötő (Dark Harbor) [1998] – r.: Adam Coleman Howard
1. magyar változat [2000-ben] szinkronrendező
133. A spirál (Rasen) [1998] – r.: Jôji Iida
1. magyar változat [2005-ben] keverőhangmérnök, szinkronrendező
134. Szép álmokat, drágám (Before He Wakes) [1998] – r.: Michael Scott
1. magyar változat [1998-ban] hangmérnökgyártásvezető, szinkronrendező
135. Szeress, ha tudsz (Playing by Heart) [1998] – r.: Willard Carroll
1. magyar változat [2000-ben] szinkronrendező
136. A szibériai borbély (Sibirskiy tsiryulnik) [1998] – r.: Nikita Mikhalkov
1. magyar változat [2000-ben] szinkronrendező
137. Szicíliai testvérek, avagy ahogyan nevettünk (Così ridevano) [1998] – r.: Gianni Amelio
1. magyar változat [2000-ben] szinkronrendező
138. Születésnap (Festen) [1998] – r.: Thomas Vinterberg
1. magyar változat [2000-ben] szinkronrendező
139. Tycus – A halál üstököse (Tycus) [1998] – r.: John Putch
1. magyar változat [1999-ben] szinkronrendező
140. Visszatérés a Paradicsomba (Return to Paradise) [1998] – r.: Joseph Ruben
1. magyar változat [2000-ben] keverőhangmérnök, szinkronrendező
141. Woo (Woo) [1998] – r.: Daisy von Scherler Mayer
1. magyar változat [1999-ben] szinkronrendező
142. Zűrzavar (Hurlyburly) [1998] – r.: Anthony Drazan
1. magyar változat [2001-ben] szinkronrendező
143. A 13. harcos (The 13th Warrior) [1999] – r.: John McTiernan
1. magyar változat [2000-ben] szinkronrendező
144. Álarcos komédia (The White River Kid) [1999] – r.: Arne Glimcher
1. magyar változat [1999-ben] szinkronrendező
145. Az asztronauta (The Astronaut's Wife) [1999] – r.: Rand Ravich
1. magyar változat [2000-ben] szinkronrendező
146. Austin Powers 2. (Austin Powers: The Spy Who Shagged Me) [1999] – r.: Jay Roach
1. magyar változat [2000-ben] szinkronrendező
147. Bajnokok reggelije (Breakfast of Champions) [1999] – r.: Alan Rudolph
1. magyar változat [2001-ben] szinkronrendező
148. Célterület (Strike Zone) [1999] – r.: J. Christian Ingvordsen
1. magyar változat [2000-ben] szinkronrendező
149. Csapás a múltból (Blast from the Past) [1999] – r.: Hugh Wilson
1. magyar változat [2000-ben] szinkronrendező
150. Csődtömeg (Rogue Trader) [1999] – r.: James Dearden
1. magyar változat [2000-ben] szinkronrendező
151. Cuki hagyatéka (Cookie's Fortune) [1999] – r.: Robert Altman
1. magyar változat [2001-ben] szinkronrendező
152. Doktor zsiványok (Plunkett & Macleane) [1999] – r.: Jake Scott
1. magyar változat [2000-ben] szinkronrendező
153. Ember a Holdon (Man on the Moon) [1999] – r.: Milos Forman
1. magyar változat [2000-ben] szinkronrendező
154. Az évszázad gyermekei (Les enfants du siècle) [1999] – r.: Diane Kurys
1. magyar változat [2002-ben] szinkronrendező
155. Halálsoron (The Green Mile) [1999] – r.: Frank Darabont
1. magyar változat [2000-ben] szinkronrendező
156. Ideglelés – The Blair Witch Project (The Blair Witch Project) [1999] – r.: Daniel Myrick, Eduardo Sánchez
1. magyar változat [2000-ben] szinkronrendező
157. Inferno – A bűnös város (Inferno) [1999] – r.: John G. Avildsen
1. magyar változat [1999-ben] szinkronrendező
158. Játék a törvénnyel (In Her Defense) [1999] – r.: Sidney J. Furie
1. magyar változat [1999-ben] szinkronrendező
159. A Kelet az Kelet (East Is East) [1999] – r.: Damien O'Donnell
1. magyar változat [2001-ben] szinkronrendező
160. A kilencedik kapu (The Ninth Gate) [1999] – r.: Roman Polanski
1. magyar változat [2000-ben] szinkronrendező
161. Kis angyalkák karácsonya (The Brightest Christmas) [1999] – r.: Diane Eskenazi
1. magyar változat [2000-ben] szinkronrendező
162. A kör 2. – A félelem (Ringu 2) [1999] – r.: Hideo Nakata
1. magyar változat [2005-ben] keverőhangmérnök, szinkronrendező
163. Luna Papa (Luna Papa) [1999] – r.: Bakhtyar Khudojnazarov
1. magyar változat [2001-ben] szinkronrendező
164. Mindenki a napra tör (Everybody Loves Sunshine) [1999] – r.: Andrew Goth
1. magyar változat [2000-ben] szinkronrendező
165. Mindent anyámról (Todo sobre mi madre) [1999] – r.: Pedro Almodóvar
1. magyar változat [2000-ben] szinkronrendező
166. Mocskos zsaruk (The Corruptor) [1999] – r.: James Foley
1. magyar változat [2000-ben] szinkronrendező
167. A múmia (The Mummy) [1999] – r.: Stephen Sommers
2. magyar változat [2004-ben] szinkronrendező
168. Napsugár sétány (Sonnenallee) [1999] – r.: Leander Haußmann
1. magyar változat [2001-ben] szinkronrendező
169. Ne törd össze a szívem (Don't Go Breaking My Heart) [1999] – r.: Willi Patterson
1. magyar változat [1999-ben] szinkronrendező
170. Nincs igazság (Swing Vote) [1999] – r.: David Anspaugh
1. magyar változat [1999-ben] szinkronrendező
171. Oltári vőlegény (The Bachelor) [1999] – r.: Gary Sinyor
1. magyar változat [2001-ben] szinkronrendező
172. Az öreg halász és a tenger (The Old Man and the Sea) [1999] – r.: Aleksandr Petrov
1. magyar változat [2008-ban] hangmérnök (Másik Zoltán néven), szinkronrendező
173. Pár-baj (Body Shots) [1999] – r.: Michael Cristofer
1. magyar változat [2000-ben] szinkronrendező
174. Rendőrbosszú (Out in Fifty) [1999] – r.: Bojesse Christopher, Scott Leet
1. magyar változat [2000-ben] szinkronrendező
175. Sipirc (On the Run) [1999] – r.: Bruno de Almeida
1. magyar változat [1999-ben] (további stábtag)
176. Szellemkutya (Ghost Dog: The Way of the Samurai) [1999] – r.: Jim Jarmusch
1. magyar változat [2000-ben] szinkronrendező
177. A szörny (Lake Placid) [1999] – r.: Steve Miner
1. magyar változat [2000-ben] szinkronrendező
178. A tanú szeme (Eye of the Beholder) [1999] – r.: Stephan Elliott
1. magyar változat [2000-ben] szinkronrendező
179. Viharfelhők (Storm Catcher) [1999] – r.: Anthony Hickox
1. magyar változat [1999-ben] szinkronrendező
180. Warlock 3. – Az elveszett ártatlanság (Warlock III: The End of Innocence) [1999] – r.: Eric Freiser
1. magyar változat [1999-ben] hangmérnök, szinkronrendező
181. 101 Reykjavík (101 Reykjavík) [2000] – r.: Baltasar Kormákur
1. magyar változat [2003-ban] keverőhangmérnök, szinkronrendező
182. Battle Royale (Batoru rowaiaru) [2000] – r.: Kinji Fukasaku
1. magyar változat [2006-ban] produkciós vezető
183. Betty nővér (Nurse Betty) [2000] – r.: Neil LaBute
1. magyar változat [2001-ben] szinkronrendező
184. Billy Elliot (Billy Elliot) [2000] – r.: Stephen Daldry
2. magyar változat [2005-ben] produkciós vezető
185. Brókerarcok (Boiler Room) [2000] – r.: Ben Younger
1. magyar változat [2000-ben] szinkronrendező
186. Dögölj meg, drága Mona (Drowning Mona) [2000] – r.: Nick Gomez
1. magyar változat [2000-ben] szinkronrendező
187. Frequency (Frequency) [2000] – r.: Gregory Hoblit
1. magyar változat [2001-ben] szinkronrendező
188. Hajrá, csajok (Bring It On) [2000] – r.: Peyton Reed
1. magyar változat [2001-ben] szinkronrendező
189. A Halász és a felesége (A Halász és a felesége) [2000] – r.: Waliczky Tamás
1. magyar változat (hangalámondás) [2002-ben] hangmérnök
190. A harcos és a hercegnő (Der Krieger und die Kaiserin) [2000] – r.: Tom Tykwer
1. magyar változat [2005-ben] keverőhangmérnök, szinkronrendező
191. A hullámok rabjai (The Magic of Marciano) [2000] – r.: Tony Barbieri
1. magyar változat [2004-ben] szinkronrendező
192. Ízlés dolga (Le goût des autres) [2000] – r.: Agnès Jaoui
1. magyar változat [2001-ben] szinkronrendező
193. Kevin és Perry a csúcsra tör (Kevin & Perry Go Large) [2000] – r.: Ed Bye
1. magyar változat [2001-ben] szinkronrendező
194. A Kilenc királynő (Nueve reinas) [2000] – r.: Fabián Bielinsky
1. magyar változat [2003-ban] hangmérnök (Másik Zoltán néven), szinkronrendező
195. Durr, durr és csók (Kiss Kiss Bang Bang) [2000] – r.: Stewart Sugg
1. magyar változat [2005-ben] keverés, szinkronrendező
196. Koponyák (The Skulls) [2000] – r.: Rob Cohen
1. magyar változat [2001-ben] szinkronrendező
197. A kör 0.: A születés (Ringu 0: Bâsudei) [2000] – r.: Norio Tsuruta
1. magyar változat [2005-ben] keverőhangmérnök, szinkronrendező
198. Látlelet a Földről
– 1. rész: Van–e krízishelyzet? (Is There a Crisis?) [2000]
– 2. rész: Mitől van krízishelyzet? (Why Is There a Crisis?) [2000]
– 3. rész: Az élet jövője (The Future of Life) [2000]
1. magyar változat (hangalámondás) [2007-ben] hangmérnök, szinkronrendező
199. A Millió Dolláros Hotel (The Million Dollar Hotel) [2000] – r.: Wim Wenders
1. magyar változat [2001-ben] szinkronrendező
200. A nagy húsvéti tojásvadászat (The Great Easter Egg Hunt) [2000] – r.: Diane Eskenazi
1. magyar változat [2000-ben] szinkronrendező
201. Örvénylő vizeken (The Weight of Water) [2000] – r.: Kathryn Bigelow
1. magyar változat [2002-ben] szinkronrendező
202. Péntek esti gáz (Next Friday) [2000] – r.: Steve Carr
1. magyar változat [2000-ben] szinkronrendező
203. Pitch Black – 22 évente sötétség (Pitch Black) [2000] – r.: David Twohy
1. magyar változat [2000-ben] szinkronrendező
204. Rekviem egy álomért (Requiem for a Dream) [2000] – r.: Darren Aronofsky
1. magyar változat [2001-ben] szinkronrendező
205. Reménytelen gyilkosok (Lost Killers) [2000] – r.: Dito Tsintsadze
1. magyar változat [2002-ben] szinkronrendező
206. Sátánka – Pokoli poronty (Little Nicky) [2000] – r.: Steven Brill
1. magyar változat [2001-ben] szinkronrendező
207. Segítség, apa lettem! (The Family Man) [2000] – r.: Brett Ratner
1. magyar változat [2000-ben] szinkronrendező
208. A sejt (The Cell) [2000] – r.: Tarsem Singh
1. magyar változat [2001-ben] szinkronrendező
209. Süti, nem süti (Small Time Crooks) [2000] – r.: Woody Allen
2. magyar változat [2003-ban] szinkronrendező
210. Szökőárban (Intrepid) [2000] – r.: John Putch
1. magyar változat [1999-ben] szinkronrendező
211. Telitalálat (Lucky Numbers) [2000] – r.: Nora Ephron
1. magyar változat [2003-ban] szinkronrendező
212. Tizenhárom nap – Az idegháború (Thirteen Days) [2000] – r.: Roger Donaldson
1. magyar változat [2001-ben] szinkronrendező
2. magyar változat [2004-ben] szinkronrendező
213. Traffic (Traffic) [2000] – r.: Steven Soderbergh
1. magyar változat [2002-ben] szinkronrendező
214. U–571 (U-571) [2000] – r.: Jonathan Mostow
1. magyar változat [2001-ben] szinkronrendező
215. Van kegyelem? (Mercy) [2000] – r.: Damian Harris
1. magyar változat [1999-ben] szinkronrendező
216. Végső állomás (Final Destination) [2000] – r.: James Wong
1. magyar változat [2001-ben] szinkronrendező
217. Vízcseppek a forró kövön (Gouttes d'eau sur pierres brûlantes) [2000] – r.: François Ozon
1. magyar változat [2002-ben] szinkronrendező
218. 15 perc hírnév (15 Minutes) [2001] – r.: John Herzfeld
1. magyar változat [2001-ben] szinkronrendező
219. Aki bújt, aki nem (Jeepers Creepers) [2001] – r.: Victor Salva
1. magyar változat [2003-ban] hangmérnök, szinkronrendező
220. Amazonok és gladiátorok (Amazons and Gladiators) [2001] – r.: Zachary Weintraub
1. magyar változat [2003-ban] keverés, szinkronrendező
221. Egy anya küzdelme az igazságért (A Mother's Fight for Justice) [2001] – r.: Thomas Rickman
1. magyar változat [2009-ben] produkciós vezető
222. Anyádat is (Y tu mamá también) [2001] – r.: Alfonso Cuarón
1. magyar változat [2003-ban] szinkronrendező
223. Betépve (Blow) [2001] – r.: Ted Demme
1. magyar változat [2002-ben] szinkronrendező
224. Charlotte Gray (Charlotte Gray) [2001] – r.: Gillian Armstrong
1. magyar változat [2003-ban] hangmérnök (Másik Zoltán néven), szinkronrendező
225. Claire életre-halálra (Picture Claire) [2001] – r.: Bruce McDonald
1. magyar változat [2003-ban] szinkronrendező
226. Csonthülye (Mr. Bones) [2001] – r.: Gray Hofmeyr
1. magyar változat [2003-ban] keverés, szinkronrendező
227. Intacto (Intacto) [2001] – r.: Juan Carlos Fresnadillo
1. magyar változat [2003-ban] szinkronrendező
228. Iris – Egy csodálatos női elme (Iris) [2001] – r.: Richard Eyre
1. magyar változat [2002-ben] szinkronrendező
229. Isten nagy, én kicsi vagyok (Dieu est grand, je suis toute petite) [2001] – r.: Pascale Bailly
1. magyar változat [2003-ban] szinkronrendező
230. A Jade Skorpió átka (The Curse of the Jade Scorpion) [2001] – r.: Woody Allen
1. magyar változat [2003-ban] szinkronrendező
231. K-PAX – A belső bolygó (K-PAX) [2001] – r.: Iain Softley
1. magyar változat [2002-ben] szinkronrendező
232. Kánikula (Hundstage) [2001] – r.: Ulrich Seidl
1. magyar változat [2003-ban] szinkronrendező
233. Lélekgyilkos (Soul Assassin) [2001] – r.: Laurence Malkin
1. magyar változat [2004-ben] szinkronrendező
234. Pokémon 4. – Az időkapu (Pokémon 4Ever) [2001] – r.: Jim Malone, Kunihiko Yuyama
1. magyar változat [2009-ben] hangmérnök (Másik Zoltán néven), szinkronrendező
235. Szamszára (Samsara) [2001] – r.: Pan Nalin
1. magyar változat [2004-ben] szinkronrendező
236. Szívtiprók (Heartbreakers) [2001] – r.: David Mirkin
1. magyar változat [2003-ban] szinkronrendező
237. Szörnyek keringője (Monsters' Ball) [2001] – r.: Marc Forster
1. magyar változat [2003-ban] szinkronrendező
238. Testőrzsaru (Guardian) [2001] – r.: John Terlesky
1. magyar változat [2001-ben] szinkronrendező
239. Torrente 2. – A Marbella-küldetés (Misión en Marbella) [2001] – r.: Santiago Segura
1. magyar változat [2004-ben] produkciós vezető
240. Tudatlan tündérek (Le fate ignoranti) [2001] – r.: Ferzan Ozpetek
1. magyar változat [2005-ben] keverés, szinkronrendező
241. Túlfűtöttség (Kept) [2001] – r.: George Santo Pietro, Fred Olen Ray
1. magyar változat [2002-ben] hangmérnök, szinkronrendező
242. 8 nő (8 femmes) [2002] – r.: François Ozon
1. magyar változat [2003-ban] szinkronrendező
243. Ali G Indahouse (Ali G Indahouse) [2002] – r.: Mark Mylod
1. magyar változat [2003-ban] hangmérnök (Másik Zoltán néven), szinkronrendező
244. Anyám a lányokat szereti (A mi madre le gustan las mujeres) [2002] – r.: Daniela Féjerman, Inés París
1. magyar változat [2005-ben] keverőhangmérnök, szinkronrendező
245. Atomcsapda (K-19: The Widowmaker) [2002] – r.: Kathryn Bigelow
1. magyar változat [2003-ban] keverőhangmérnök, szinkronrendező
246. Átutazó invázió (Terminal Invasion) [2002] – r.: Sean S. Cunningham
1. magyar változat [2003-ban] szinkronrendező
247. Austin Powers 3. (Austin Powers in Goldmember) [2002] – r.: Jay Roach
1. magyar változat [2003-ban] szinkronrendező
248. Beszélj hozzá (Hable con ella) [2002] – r.: Pedro Almodóvar
1. magyar változat [2003-ban] produkciós vezető
249. Birodalom (Empire) [2002] – r.: Franc. Reyes
1. magyar változat [2003-ban] szinkronrendező
250. A bosszú ura (Boksuneun naui geot) [2002] – r.: Chan–wook Park
1. magyar változat [2007-ben] hangmérnök (Másik Zoltán néven), szinkronrendező
251. A Bourne-rejtély (The Bourne Identity) [2002] – r.: Doug Liman
1. magyar változat [2003-ban] szinkronrendező
252. Bűnös szent (Saint Sinner) [2002] – r.: Joshua Butler
1. magyar változat [2003-ban] szinkronrendező
253. Charlie kettős élete (The Truth About Charlie) [2002] – r.: Jonathan Demme
1. magyar változat [2003-ban] szinkronrendező
254. Chicago (Chicago) [2002] – r.: Rob Marshall
1. magyar változat [2003-ban] szinkronrendező
255. Császárok klubja (The Emperor's Club) [2002] – r.: Michael Hoffman
1. magyar változat [2003-ban] hangmérnök, szinkronrendező
256. Csavard be, mint Beckham (Bend It Like Beckham) [2002] – r.: Gurinder Chadha
1. magyar változat [2003-ban] szinkronrendező
257. Dr. Jekyll és Mr. Hyde (Dr. Jekyll and Mr. Hyde) [2002] – r.: Maurice Phillips
1. magyar változat [2003-ban] szinkronrendező
258. Egy csók és más minden (Just a Kiss) [2002] – r.: Fisher Stevens
1. magyar változat [2003-ban] szinkronrendező
259. Egy veszedelmes elme vallomásai (Confessions of a Dangerous Mind) [2002] – r.: George Clooney
1. magyar változat [2003-ban Balog Mix Stúdió, szinkronrendező
260. Élet a kamera előtt (Life on Air) [2002]
2. magyar változat (hangalámondás) [2006-ban] magyar változat munkatársa
261. Én pici szemem (My Little Eye) [2002] – r.: Marc Evans
1. magyar változat [2003-ban] hangmérnök, szinkronrendező
262. A függöny legördül (The Final Curtain) [2002] – r.: Patrick Harkins
1. magyar változat [2003-ban] szinkronrendező
263. Gyönyörű mocsokságok (Dirty Pretty Things) [2002] – r.: Stephen Frears
1. magyar változat [2004-ben] szinkronrendező
264. Hétfő reggel (Lundi matin) [2002] – r.: Otar Iosseliani
1. magyar változat [2003-ban] szinkronrendező
265. Holly Woody történet (Hollywood Ending) [2002] – r.: Woody Allen
1. magyar változat [2003-ban] hangmérnök (Másik Zoltán néven), szinkronrendező
266. Isten városa (Cidade de Deus) [2002] – r.: Fernando Meirelles, Kátia Lund
1. magyar változat [2003-ban] szinkronrendező
267. A Kaptár (Resident Evil) [2002] – r.: Paul W.S. Anderson
1. magyar változat [2002-ben] szinkronrendező
268. Kaszás (Slash) [2002] – r.: Neal Sundstrom
1. magyar változat [2003-ban] szinkronrendező
269. Kocka 2.: Hiperkocka (Cube 2: Hypercube) [2002] – r.: Andrzej Sekula
1. magyar változat [2003-ban] szinkronrendező
270. A múlt nélküli ember (Mies vailla menneisyttä) [2002] – r.: Aki Kaurismäki
1. magyar változat [2003-ban] szinkronrendező
271. New York bandái (Gangs of New York) [2002] – r.: Martin Scorsese
1. magyar változat [2003-ban] szinkronrendező
272. Oké (Okay) [2002] – r.: Jesper W. Nielsen
1. magyar változat [2004-ben] szinkronrendező
273. Sodródás (Paper Soldiers) [2002] – r.: David Daniel, Damon Dash
1. magyar változat [2003-ban] szinkronrendező
274. Széftörők (Welcome to Collinwood) [2002] – r.: Anthony Russo, Joe Russo
1. magyar változat [2003-ban] hangmérnök, szinkronrendező
275. Szellemek városa (City of Ghosts) [2002] – r.: Matt Dillon
1. magyar változat [2003-ban] szinkronrendező
276. A szem (Gin gwai) [2002] – r.: Oxide Pang Chun, Danny Pang
1. magyar változat [2004-ben] szinkronrendező
277. Szeretni bolondulásig (À la folie... pas du tout) [2002] – r.: Laetitia Colombani
1. magyar változat [2003-ban] szinkronrendező
278. Szmokinger (The Tuxedo) [2002] – r.: Kevin Donovan
1. magyar változat [2003-ban] szinkronrendező
279. A titkárnő (Secretary) [2002] – r.: Steven Shainberg
1. magyar változat [2003-ban] hangmérnök (Másik Zoltán néven), szinkronrendező
280. A Tűzgyújtó 2. (Firestarter 2: Rekindled) [2002] – r.: Robert Iscove
1. magyar változat [2003-ban] szinkronrendező
281. Vörös égbolt (Red Skies) [2002] – r.: Larry Carroll, Robert Lieberman
1. magyar változat [2003-ban] szinkronrendező
282. Államfőnök (Head of State) [2003] – r.: Chris Rock
1. magyar változat [2004-ben] szinkronrendező
283. Battle Royale 2.: A megtorlás (Batoru rowaiaru II: Chinkonka) [2003] – r.: Kenta Fukasaku, Kinji Fukasaku
1. magyar változat [2007-ben] produkciós vezető
284. Csak az a szex (Anything Else) [2003] – r.: Woody Allen
1. magyar változat [2004-ben] szinkronrendező
285. Drogtanya (Wonderland) [2003] – r.: James Cox
1. magyar változat [2004-ben] szinkronrendező
286. Egy irányított elme (Control Factor) [2003] – r.: Nelson McCormick
1. magyar változat [2003-ban] szinkronrendező
287. Egyenesbe jövünk (Gettin' Square) [2003] – r.: Jonathan Teplitzky
1. magyar változat [2005-ben], keverőhangmérnök produkciós vezető
288. Elefánt (Elephant) [2003] – r.: Gus Van Sant
1. magyar változat [2004-ben] produkciós vezető
289. Az elképesztő Mrs. Ritchie (The Incredible Mrs. Ritchie) [2003] – r.: Paul Johansson
1. magyar változat [2006-ban] produkciós vezető
290. Fegyvertársak (Open Range) [2003] – r.: Kevin Costner
1. magyar változat [2004-ben] produkciós vezető
291. Gondolatbűnök (Thoughtcrimes) [2003] – r.: Breck Eisner
1. magyar változat [2003-ban] szinkronrendező
292. Good bye, Lenin! (Good Bye Lenin!) [2003] – r.: Wolfgang Becker
1. magyar változat [2004-ben] szinkronrendező
293. Halálország: Hazafelé (Deathlands) [2003] – r.: Joshua Butler
1. magyar változat [2004-ben] szinkronrendező
294. Ház a ködben (House of Sand and Fog) [2003] – r.: Vadim Perelman
1. magyar változat [2004-ben] produkciós vezető
295. A hivatal: Karácsonyi különkiadás (The Office: Christmas Special) [2003] – r.: Ricky Gervais, Stephen Merchant
1. magyar változat [2007-ben] produkciós vezető
296. Honey (Honey) [2003] – r.: Bille Woodruff
1. magyar változat [2004-ben] szinkronrendező(Másik Zoltán néven)
297. Időzsaru 2. – Verseny az idővel (Timecop: The Berlin Decision) [2003] – r.: Steve Boyum
1. magyar változat [2003-ban] szinkronrendező
298. Jószomszédi iszony (Duplex) [2003] – r.: Danny DeVito
1. magyar változat [2004-ben] szinkronrendező
299. Koponyák 3. (The Skulls III) [2003] – r.: J. Miles Dale
1. magyar változat [2004-ben] szinkronrendező
300. Kórhatár (Do or Die) [2003] – r.: David Jackson
1. magyar változat [2003-ban] hangmérnök, szinkronrendező
301. Leány gyöngy fülbevalóval (Girl with a Pearl Earring) [2003] – r.: Peter Webber
1. magyar változat [2004-ben] szinkronrendező
302. Lépéselőny (Confidence) [2003] – r.: James Foley
1. magyar változat [2003-ban] szinkronrendező
303. Luther (Luther) [2003] – r.: Eric Till
1. magyar változat [2005-ben] keverés
304. Mambo Italiano (Mambo Italiano) [2003] – r.: Émile Gaudreault
1. magyar változat [2004-ben] szinkronrendező
305. Az országút fantomja 2. (The Hitcher II: I've Been Waiting) [2003] – r.: Louis Morneau
1. magyar változat [2003-ban] szinkronrendező
306. Őslények országa 10. – A hosszúnyakúak vándorlása (The Land Before Time X: Great Longneck Migration) [2003] – r.: Charles Grosvenor
1. magyar változat [2003-ban] szinkronrendező
307. Party szörnyek (Party Monster) [2003] – r.: Fenton Bailey, Randy Barbato
1. magyar változat [2004-ben] szinkronrendező
308. Swimming Pool (Swimming Pool) [2003] – r.: François Ozon
1. magyar változat [2004-ben] szinkronrendező
309. Szemközti ablak (La finestra di fronte) [2003] – r.: Ferzan Ozpetek
1. magyar változat [2004-ben] szinkronrendező
310. Tempó (Tempo) [2003] – r.: Eric Styles
1. magyar változat [2003-ban] szinkronrendező
311. Torremolinos 73 – Szex, hazugság, super8-as (Torremolinos 73) [2003] – r.: Pablo Berger
1. magyar változat [2005-ben] keverés, szinkronrendező
312. Trója – Háború egy asszony szerelméért (Helen of Troy) [2003] – r.: John Kent Harrison
1. magyar változat [2003-ban] szinkronrendező
313. Tűréshatár (Threshold) [2003] – r.: Chuck Bowman
1. magyar változat [2003-ban] szinkronrendező
314. Vészjelek (Silent Warnings) [2003] – r.: Christian McIntire
1. magyar változat [2003-ban] szinkronrendező
315. Wonderful Days (Wonderful Days) [2003] – r.: Moon–saeng Kim
1. magyar változat [2009-ben] hangmérnök (Másik Zoltán néven), szinkronrendező
316. Zsernyákok (Kopps) [2003] – r.: Josef Fares
1. magyar változat [2004-ben] szinkronrendező
317. 80 nap alatt a Föld körül (Around the World in 80 Days) [2004] – r.: Frank Coraci
1. magyar változat [2004-ben] szinkronrendező
318. Balto 3. (Balto III: Wings of Change) [2004] – r.: Phil Weinstein
1. magyar változat [2004-ben] szinkronrendező
319. Bin-jip – Lopakodó lelkek (Bin-jip) [2004] – r.: Ki–duk Kim
1. magyar változat [2006-ban] szinkronrendező
320. A Bourne-csapda (The Bourne Supremacy) [2004] – r.: Paul Greengrass
1. magyar változat [2004-ben] produkciós vezető
321. Az élet egy csoda (Zivot je cudo) [2004] – r.: Emir Kusturica
1. magyar változat [2005-ben] keverés, szinkronrendező
322. Elszabott frigy (Crimen ferpecto) [2004] – r.: Álex de la Iglesia
1. magyar változat [2005-ben] szinkronrendező
323. Fűrész (Saw) [2004] – r.: James Wan
1. magyar változat [2005-ben] keverőhangmérnök, szinkronrendező
324. A gyóntató (The Good Shepherd) [2004] – r.: Lewin Webb
1. magyar változat [2006-ban] produkciós vezető
325. Haláli hullák hajnala (Shaun of the Dead) [2004] – r.: Edgar Wright
1. magyar változat [2004-ben] szinkronrendező
326. Hotel Ruanda (Hotel Rwanda) [2004] – r.: Terry George
1. magyar változat [2005-ben] keverőhangmérnök, szinkronrendező
327. A K–alakulat (Company K) [2004] – r.: Robert Clem
1. magyar változat [2010-ben] hangmérnök (Másik Zoltán néven), vágó (Másik Zoltán néven) szinkronrendező
328. Kacsaszezon (Temporada de patos) [2004] – r.: Fernando Eimbcke
1. magyar változat [2005-ben] szinkronrendező
329. Kebab kapcsolat (Kebab Connection) [2004] – r.: Anno Saul
1. magyar változat [2006-ban] szinkronrendező
330. Kedves Frankie (Dear Frankie) [2004] – r.: Shona Auerbach
1. magyar változat [2009-ben] produkciós vezető
331. Két testvér (Deux frères) [2004] – r.: Jean–Jacques Annaud
1. magyar változat [2004-ben] produkciós vezető
332. Lucky Luke és a Daltonok (Les Dalton) [2004] – r.: Philippe Haïm
1. magyar változat [2005-ben] szinkronrendező
333. A mexikói határ (The Last Ride) [2004] – r.: Guy Norman Bee
1. magyar változat [2004-ben] produkciós vezető
334. Őslények országa 11. – A pöttömszauruszok támadása (The Land Before Time XI: Invasion of the Tinysauruses) [2004] – r.: Charles Grosvenor
1. magyar változat [2004-ben] szinkronrendező
335. Péntek esti fények (Friday Night Lights) [2004] – r.: Peter Berg
1. magyar változat [2005-ben] keverőhangmérnök
336. Ray (Ray) [2004] – r.: Taylor Hackford
1. magyar változat [2004-ben] szinkronrendező
337. Riddick – A sötét düh (The Chronicles of Riddick: Dark Fury) [2004] – r.: Peter Chung
1. magyar változat [2004-ben] szinkronrendező
338. A sötétség krónikája (The Chronicles of Riddick) [2004] – r.: David Twohy
1. magyar változat [2004-ben] szinkronrendező
339. Spartacus (Spartacus) [2004] – r.: Robert Dornhelm
1. magyar változat [2004-ben] szinkronrendező
340. A szem 2. (Gin gwai 2) [2004] – r.: Oxide Pang Chun, Danny Pang
1. magyar változat [2005-ben] szinkronrendező
341. Teréz – A szeretet kis útja (Thérèse: The Story of Saint Thérèse of Lisieux) [2004] – r.: Leonardo Defilippis
1. magyar változat [2013-ban] hangmérnök (Másik Zoltán néven), produkciós vezető
342. Utóirat: Szeretlek (P.S.) [2004] – r.: Dylan Kidd
1. magyar változat [2006-ban] szinkronrendező
343. Wimbledon – Szerva itt, szerelem ott (Wimbledon) [2004] – r.: Richard Loncraine
1. magyar változat [2004-ben] produkciós vezető
344. A 13-as (13 Tzameti) [2005] – r.: Géla Babluani
1. magyar változat [2007-ben] szinkronrendező
345. Ádám almái (Adams abler) [2005] – r.: Anders Thomas Jensen
1. magyar változat [2008-ban] hangmérnök (Másik Zoltán néven), szinkronrendező
346. Az ajánlat (The Proposition) [2005] – r.: John Hillcoat
1. magyar változat [2009-ben] hangmérnök (Másik Zoltán néven), szinkronrendező
347. Amerikai pite 4. – A zenetáborban (American Pie Presents Band Camp) [2005] – r.: Steve Rash
1. magyar változat [2005-ben] szinkronrendező
348. Aura (El Aura) [2005] – r.: Fabián Bielinsky
1. magyar változat [2007-ben] produkciós vezető
349. A bajusz (La moustache) [2005] – r.: Emmanuel Carrère
1. magyar változat [2006-ban] hangmérnök (Másik Zoltán néven), produkciós vezető
350. A barlang (II) (The Descent) [2005] – r.: Neil Marshall
1. magyar változat [2006-ban] keverőhangmérnök, szinkronrendező
351. Bíborszív (Purple Heart) [2005] – r.: Bill Birrell
1. magyar változat [2010-ben] hangmérnök (Másik Zoltán néven), szinkronrendező
352. Bőrnyakúak (Jarhead) [2005] – r.: Sam Mendes
1. magyar változat [2006-ban] szinkronrendező
353. A bosszú asszonya (Chinjeolhan geumjassi) [2005] – r.: Chan–wook Park
1. magyar változat [2007-ben] hangmérnök (Másik Zoltán néven), szinkronrendező
354. C.R.A.Z.Y. (C.R.A.Z.Y.) [2005] – r.: Jean–Marc Vallée
1. magyar változat [2006-ban] szinkronrendező
355. Carlito útja: A felemelkedés (Carlito's Way: Rise to Power) [2005] – r.: Michael Scott Bregman
1. magyar változat [2005-ben] keverőhangmérnök, szinkronrendező
356. Cry Wolf – Kiálts farkast (Cry Wolf) [2005] – r.: Jeff Wadlow
2. magyar változat [2009-ben] produkciós vezető
357. Cukorfalat (Hard candy) [2005] – r.: David Slade
1. magyar változat [2007-ben] hangmérnök (Másik Zoltán néven), szinkronrendező
358. Doom (Doom) [2005] – r.: Andrzej Bartkowiak
1. magyar változat [2005-ben] szinkronrendező
359. Élj és boldogulj (Va, vis et deviens) [2005] – r.: Radu Mihaileanu
1. magyar változat [2006-ban] szinkronrendező
360. Elvis (Elvis) [2005] – r.: James Steven Sadwith
1. magyar változat [2005-ben] szinkronrendező
361. Facér Jimmy (Lonesome Jim) [2005] – r.: Steve Buscemi
1. magyar változat [2006-ban] hangmérnök (Másik Zoltán néven), szinkronrendező
362. Fűrész II. (Saw II) [2005] – r.: Darren Lynn Bousman
1. magyar változat [2006-ban] szinkronrendező
363. Jó estét, jó szerencsét! (Good Night, and Good Luck.) [2005] – r.: George Clooney
1. magyar változat [2006-ban] szinkronrendező
364. Hellraiser 7.: Halálos (Hellraiser: Deader) [2005] – r.: Rick Bota
1. magyar változat [2008-ban] hangmérnök (Másik Zoltán néven), szinkronrendező
365. Hellraiser: Hellworld (Hellraiser: Hellworld) [2005] – r.: Rick Bota
1. magyar változat [2008-ban] hangmérnök (Másik Zoltán néven), szinkronrendező
366. A holtak földje (Land of the Dead) [2005] – r.: George A. Romero
1. magyar változat [2005-ben] szinkronrendező
367. Iraki misszió (American Soldiers) [2005] – r.: Sidney J. Furie
1. magyar változat [2006-ban] szinkronrendező
368. Isten után az első (Pervyy posle Boga) [2005] – r.: Vasili Chiginsky
1. magyar változat [2010-ben] produkciós vezető
369. Karol – Az ember, aki pápa lett (Karol, un uomo diventato Papa) [2005] – r.: Giacomo Battiato
1. magyar változat [2005-ben] keverés, szinkronrendező
370. The King (The King) [2005] – r.: James Marsh
1. magyar változat [2008-ban] hangmérnök (Másik Zoltán néven), szinkronrendező
371. Köszönjük, hogy rágyújtott (Thank You for Smoking) [2005] – r.: Jason Reitman
1. magyar változat [2006-ban] hangmérnök (Másik Zoltán néven), szinkronrendező
372. Kromofóbia (Chromophobia) [2005] – r.: Martha Fiennes
1. magyar változat [2008-ban] produkciós vezető
373. Külvárosi rockerek (Wassup Rockers) [2005] – r.: Larry Clark
1. magyar változat [2007-ben] produkciós vezető
374. A leggyorsabb Indian (The World's Fastest Indian) [2005] – r.: Roger Donaldson
1. magyar változat [2007-ben] szinkronrendező
375. Lepattanó (The Baxter) [2005] – r.: Michael Showalter
1. magyar változat [2007-ben] szinkronrendező
376. Mennyország most (Paradise Now) [2005] – r.: Hany Abu–Assad
1. magyar változat [2007-ben] hangmérnök (Másik Zoltán néven), szinkronrendező
377. A nagy fehérség (The Big White) [2005] – r.: Mark Mylod
1. magyar változat [2006-ban] hangmérnök (Másik Zoltán néven), szinkronrendező
378. Nehéz idők (Harsh Times) [2005] – r.: David Ayer
1. magyar változat [2007-ben] produkciós vezető
379. Papák a partvonalon (Kicking & Screaming) [2005] – r.: Jesse Dylan
1. magyar változat [2005-ben] keverőhangmérnök, szinkronrendező
380. Reinkarnáció (Rinne) [2005] – r.: Takashi Shimizu
1. magyar változat [2007-ben] hangmérnök (Másik Zoltán néven), szinkronrendező
381. Rejtély (Caché) [2005] – r.: Michael Haneke
1. magyar változat [2006-ban] szinkronrendező
382. Ripley a mélyben (Ripley Under Ground) [2005] – r.: Roger Spottiswoode
1. magyar változat [2008-ban] hangmérnök (Másik Zoltán néven), szinkronrendező
383. Serenity (Serenity) [2005] – r.: Joss Whedon
1. magyar változat [2005-ben] keverőhangmérnök, szinkronrendező
384. Takeshis' (Takeshis') [2005] – r.: Takeshi Kitano
1. magyar változat [2007-ben] szinkronrendező
385. Tideland (Tideland) [2005] – r.: Terry Gilliam
1. magyar változat [2007-ben] szinkronrendező
386. Tigris a hóban (La tigre e la neve) [2005] – r.: Roberto Benigni
1. magyar változat [2006-ban] szinkronrendező
387. A titkok kulcsa (The Skeleton Key) [2005] – r.: Iain Softley
1. magyar változat [2005-ben] szinkronrendező
388. A tökéletes pasi (The Perfect Man) [2005] – r.: Mark Rosman
1. magyar változat [2005-ben] keverőhangmérnök, szinkronrendező
389. A tolmács (The Interpreter) [2005] – r.: Sydney Pollack
1. magyar változat [2005-ben] keverőhangmérnök, szinkronrendező
390. Torrente 3. – A védelmező (Torrente 3: El protector) [2005] – r.: Santiago Segura
1. magyar változat [2007-ben] szinkronrendező
391. Transamerica (Transamerica) [2005] – r.: Duncan Tucker
1. magyar változat [2006-ban] szinkronrendező
392. Wolf Creek – A haláltúra (Wolf Creek) [2005] – r.: Greg Mclean
2. magyar változat [2009-ben] hangmérnök (Másik Zoltán néven), szinkronrendező
393. .45 – A bosszú íze (.45) [2006] – r.: Gary Lennon
1. magyar változat [2007-ben] produkciós vezető
394. 31. kilométer (KM 31: Kilómetro 31) [2006] – r.: Rigoberto Castañeda
1. magyar változat [2008-ban] hangmérnök (Másik Zoltán néven), szinkronrendező
395. American Dreamz (American Dreamz) [2006] – r.: Paul Weitz
1. magyar változat [2006-ban] szinkronrendező
396. Bajkeverő majom (Curious George) [2006] – r.: Matthew O'Callaghan
1. magyar változat [2006-ban] szinkronrendező
397. Balek-suli (School for Scoundrels) [2006] – r.: Todd Phillips
1. magyar változat [2007-ben] szinkronrendező
398. A balta (Hatchet) [2006] – r.: Adam Green
1. magyar változat [2008-ban] hangmérnök (Másik Zoltán néven), szinkronrendező
399. A bárányok harapnak (Black Sheep) [2006] – r.: Jonathan King
1. magyar változat [2008-ban] hangmérnök (Másik Zoltán néven), szinkronrendező
400. Bele a semmibe (Gone) [2006] – r.: Ringan Ledwidge
1. magyar változat [2006-ban] produkciós vezető
401. Bella (Bella) [2006] – r.: Alejandro Monteverde
1. magyar változat [2009-ben] produkciós vezető
402. A belső ember (Inside Man) [2006] – r.: Spike Lee
1. magyar változat [2006-ban] keverőhangmérnök, szinkronrendező
403. Beugratás (The Hoax) [2006] – r.: Lasse Hallström
1. magyar változat [2009-ben] produkciós vezető
404. Bordertown – Átkelő a halálba (Bordertown) [2006] – r.: Gregory Nava
1. magyar változat [2007-ben] hangmérnök (Másik Zoltán néven), szinkronrendező
405. Candy (Candy) [2006] – r.: Neil Armfield
1. magyar változat [2007-ben] hangmérnök (Másik Zoltán néven), szinkronrendező
406. Darwin-díj – Halni tudni kell! (The Darwin Awards) [2006] – r.: Finn Taylor
1. magyar változat [2007-ben] produkciós vezető
407. Drakula (Dracula) [2006] – r.: Bill Eagles
1. magyar változat [2011-ben] hangmérnök (Másik Zoltán néven), produkciós vezető
408. Édes otthon (Absolution) [2006] – r.: Holly Dale
1. magyar változat [2009-ben] keverőhangmérnök (Másik Zoltán néven), produkciós vezető
409. Egyszer (Once) [2006] – r.: John Carney
1. magyar változat [2008-ban] produkciós vezető
410. Az ember gyermeke (Children of Men) [2006] – r.: Alfonso Cuarón
1. magyar változat [2006-ban] produkciós vezető
411. Emma titka (Emmas Glück) [2006] – r.: Sven Taddicken
1. magyar változat [2007-ben] hangmérnök (Másik Zoltán néven), szinkronrendező
412. Fair Play (Fair Play) [2006] – r.: Lionel Bailliu
1. magyar változat [2007-ben] produkciós vezető
413. Farkasölő – A szürke kutyák fia (Volkodav iz roda Serykh Psov) [2006] – r.: Nikolay Lebedev
1. magyar változat [2008-ban] hangmérnök (Másik Zoltán néven), szinkronrendező
414. Fay Grim (Fay Grim) [2006] – r.: Hal Hartley
1. magyar változat [2008-ban] hangmérnök (Másik Zoltán néven), szinkronrendező
415. A fehér lovag (Tirante el Blanco) [2006] – r.: Vicente Aranda
1. magyar változat [2010-ben] keverőhangmérnök (Másik Zoltán néven), produkciós vezető
416. Fekete könyv (Zwartboek) [2006] – r.: Paul Verhoeven
1. magyar változat [2007-ben] produkciós vezető
417. Fekete lyuk (The Black Hole) [2006] – r.: Tibor Takács
1. magyar változat [2008-ban] hangmérnök (Másik Zoltán néven), szinkronrendező
418. Fél Nelson (Half Nelson) [2006] – r.: Ryan Fleck
1. magyar változat [2008-ban] hangmérnök (Másik Zoltán néven), szinkronrendező
419. Félelem nélkül (Huo Yuan Jia) [2006] – r.: Ronny Yu
1. magyar változat [2010-ben] keverőhangmérnök (Másik Zoltán néven), produkciós vezető
420. Felvéve (Accepted) [2006] – r.: Steve Pink
1. magyar változat [2006-ban] szinkronrendező
421. Fido – Hasznos a zombi a háznál (Fido) [2006] – r.: Andrew Currie
1. magyar változat [2008-ban] hangmérnök (Másik Zoltán néven), szinkronrendező
422. Forró zápor (El Camino de los ingleses) [2006] – r.: Antonio Banderas
1. magyar változat [2007-ben] szinkronrendező
423. Fűrész III. (Saw III) [2006] – r.: Darren Lynn Bousman
1. magyar változat [2007-ben] produkciós vezető
424. Füstölgő ászok (Smokin' Aces) [2006] – r.: Joe Carnahan
1. magyar változat [2007-ben] produkciós vezető
425. A gazdatest (Gwoemul) [2006] – r.: Bong Joon Ho
1. magyar változat [2008-ban] vágó (Másik Zoltán néven) szinkronrendező
426. Gyerünk a börtönbe (Let's Go to Prison) [2006] – r.: Bob Odenkirk
1. magyar változat [2007-ben] szinkronrendező
427. Hajrá csajok: Mindent bele (Bring It On: All or Nothing) [2006] – r.: Steve Rash
1. magyar változat [2006-ban] szinkronrendező
428. Halálos iramban: Tokiói hajsza (The Fast and the Furious: Tokyo Drift) [2006] – r.: Justin Lin
1. magyar változat [2006-ban] keverőhangmérnök, szinkronrendező
429. A hazugság ára (Cradle of Lies) [2006] – r.: Oley Sassone
1. magyar változat [2009-ben] produkciós vezető
430. Ilyen még nem volt (Something New) [2006] – r.: Sanaa Hamri
1. magyar változat [2006-ban] produkciós vezető
431. Inland Empire (Inland Empire) [2006] – r.: David Lynch
1. magyar változat [2007-ben] hangmérnök (Másik Zoltán néven), szinkronrendező
432. Az ismeretlen (La Sconosciuta) [2006] – r.: Giuseppe Tornatore
1. magyar változat [2008-ban] hangmérnök (Másik Zoltán néven), szinkronrendező
433. Kínzó látomás (The Return) [2006] – r.: Asif Kapadia
1. magyar változat [2010-ben] produkciós vezető
434. A királynő (The Queen) [2006] – r.: Stephen Frears
1. magyar változat [2007-ben] produkciós vezető
435. Kőkemény (Knallhart) [2006] – r.: Detlev Buck
1. magyar változat [2007-ben] produkciós vezető
436. A könnyek völgye (The Valley of Tears) [2006] – r.: Engert Péter
1. magyar változat [2007-ben] szinkronrendező
437. Külvárosi fények (Laitakaupungin valot) [2006] – r.: Aki Kaurismäki
1. magyar változat [2007-ben] szinkronrendező
438. Lelkes testcsere (It's a Boy Girl Thing) [2006] – r.: Nick Hurran
1. magyar változat [2007-ben] hangmérnök (Másik Zoltán néven), szinkronrendező
439. A mágus (The Illusionist) [2006] – r.: Neil Burger
1. magyar változat [2009-ben] hangmérnök (Másik Zoltán néven), szinkronrendező
440. Majd meghalnak Mandy Lane-ért (All the Boys Love Mandy Lane) [2006] – r.: Jonathan Levine
1. magyar változat [2009-ben] hangmérnök (Másik Zoltán néven), szinkronrendező
441. Mezsgye (Pulse) [2006] – r.: Jim Sonzero
1. magyar változat [2007-ben] szinkronrendező
442. Mit műveltél? (You Did What?) [2006] – r.: Jeff Morris
1. magyar változat [2009-ben] produkciós vezető
443. Nagyi szeme fénye (Grandma's Boy) [2006] – r.: Nicholaus Goossen
1. magyar változat [2006-ban] szinkronrendező
444. Nagypályás kiskutyák (Air Buddies) [2006] – r.: Robert Vince
1. magyar változat [2008-ban] hangmérnök (Másik Zoltán néven), szinkronrendező
445. Őfelsége pincére voltam (Obsluhoval jsem anglického krále) [2006] – r.: Jiří Menzel
1. magyar változat [2007-ben] hangmérnök (Másik Zoltán néven), szinkronrendező
446. Őslények országa 12. – A nagy repülős nap (The Land Before Time XII: Great Day of the Flyers) [2006] – r.: Charles Grosvenor
1. magyar változat [2006-ban] szinkronrendező
447. Otthon, biztonságban (Right at Your Door) [2006] – r.: Chris Gorak
1. magyar változat [2008-ban] hangmérnök (Másik Zoltán néven), szinkronrendező
448. Párizs, szeretlek! (Paris, je t'aime) [2006] – r.: Olivier Assayas, Frédéric Auburtin, Emmanuel Benbihy, Gurinder Chadha, Sylvain Chomet, Ethan Coen, Joel Coen, Isabel Coixet, Wes Craven, Alfonso Cuarón, Gérard Depardieu, Christopher Doyle, Richard LaGravenese, Vincenzo Natali, Alexander Payne, Bruno Podalydès, Walter Salles, Oliver Schmitz, Nobuhiro Suwa, Daniela Thomas, Tom Tykwer, Gus Van Sant
1. magyar változat [2008-ban] hangmérnök (Másik Zoltán néven), szinkronrendező
449. Renaissance (Renaissance) [2006] – r.: Christian Volckman
1. magyar változat [2007-ben] szinkronrendező
450. A rút kiskacsa és én (The Ugly Duckling and Me!) [2006] – r.: Michael Hegner, Karsten Kiilerich
1. magyar változat [2007-ben] hangmérnök (Másik Zoltán néven), szinkronrendező
451. Shop-stop 2. (Clerks II) [2006] – r.: Kevin Smith
1. magyar változat [2007-ben] szinkronrendező
452. Shortbus (Shortbus) [2006] – r.: John Cameron Mitchell
1. magyar változat [2007-ben] szinkronrendező
453. Sötét óra (La hora fría) [2006] – r.: Elio Quiroga
1. magyar változat [2012-ben] hangmérnök (Másik Zoltán néven), produkciós vezető
454. Sötétkékmajdnemfekete (Azuloscurocasinegro) [2006] – r.: Daniel Sánchez Arévalo
1. magyar változat [2007-ben] produkciós vezető
455. Száműzöttek (Fong juk) [2006] – r.: Johnnie To
1. magyar változat [2008-ban] hangmérnök (Másik Zoltán néven), szinkronrendező
456. A sziklatanács titka (Le concile de pierre) [2006] – r.: Guillaume Nicloux
1. magyar változat [2008-ban] hangmérnök (Másik Zoltán néven), szinkronrendező
457. Szívek hullámhosszán (I'm Reed Fish) [2006] – r.: Zackary Adler
1. magyar változat [2008-ban] hangmérnök (Másik Zoltán néven), szinkronrendező
458. Tökéletes teremtmény (Perfect Creature) [2006] – r.: Glenn Standring
1. magyar változat [2008-ban] hangmérnök (Másik Zoltán néven), szinkronrendező
459. Tűzveszély (Catch a Fire) [2006] – r.: Phillip Noyce
1. magyar változat [2006-ban] szinkronrendező
460. Az Újvilág Bosszúangyalai (Ultimate Avengers) [2006] – r.: Curt Geda, Steven E. Gordon, Bob Richardson
1. magyar változat [2010-ben] produkciós vezető
461. Az újvilág bosszúangyalai 2. (Ultimate Avengers II) [2006] – r.: Will Meugniot, Dick Sebast, Bob Richardson
1. magyar változat [2010-ben] keverőhangmérnök (Másik Zoltán néven), produkciós vezető
462. A United 93–as (United 93) [2006] – r.: Paul Greengrass
1. magyar változat [2006-ban] szinkronrendező
463. Az utolsó adás (A Prairie Home Companion) [2006] – r.: Robert Altman
1. magyar változat [2007-ben] szinkronrendező
464. Az utolsó csók (The Last Kiss) [2006] – r.: Tony Goldwyn
1. magyar változat [2007-ben] szinkronrendező
465. Varázsgomba – Készen állsz a végső utazásra? (Shrooms) [2006] – r.: Paddy Breathnach
1. magyar változat [2008-ban] hangmérnök (Másik Zoltán néven), szinkronrendező
466. Vérfarkasok (Skinwalkers) [2006] – r.: James Isaac
1. magyar változat [2009-ben] hangmérnök (Másik Zoltán néven), szinkronrendező
467. Volt egyszer egy másik Amerika (Idlewild) [2006] – r.: Bryan Barber
1. magyar változat [2006-ban] produkciós vezető
468. Volver (Volver) [2006] – r.: Pedro Almodóvar
1. magyar változat [2007-ben] szinkronrendező
469. Zsákutca (One Way) [2006] – r.: Reto Salimbeni
1. magyar változat [2007-ben] produkciós vezető
470. 1408 (1408) [2007] – r.: Mikael Hafström
1. magyar változat [2007-ben] hangmérnök (Másik Zoltán néven), szinkronrendező
471. 2 nap Párizsban (2 Days in Paris) [2007] – r.: Julie Delpy
1. magyar változat [2008-ban] hangmérnök (Másik Zoltán néven), szinkronrendező
472. 4 hónap, 3 hét, 2 nap (4 luni, 3 saptamâni si 2 zile) [2007] – r.: Cristian Mungiu
1. magyar változat [2008-ban] hangmérnök (Másik Zoltán néven), szinkronrendező
473. 88 perc (88 Minutes) [2007] – r.: Jon Avnet
1. magyar változat [2008-ban] hangmérnök (Másik Zoltán néven), szinkronrendező
474. Amerikai gengszter (American Gangster) [2007] – r.: Ridley Scott
1. magyar változat [2007-ben] szinkronrendező
475. Angel (Angel) [2007] – r.: François Ozon
1. magyar változat [2008-ban] hangmérnök (Másik Zoltán néven), szinkronrendező
476. Apu boldogsága (Daddy's Little Girls) [2007] – r.: Tyler Perry
1. magyar változat [2007-ben] produkciós vezető
477. A Bourne-ultimátum (The Bourne Ultimatum) [2007] – r.: Paul Greengrass
1. magyar változat [2007-ben] szinkronrendező
478. Camille – Egy halhatatlan szerelem története (Camille) [2007] – r.: Gregory Mackenzie
1. magyar változat [2010-ben] produkciós vezető
479. Charlie Wilson háborúja (Charlie Wilson's War) [2007] – r.: Mike Nichols
2. magyar változat [2008-ban] hangmérnök (Másik Zoltán néven), szinkronrendező
480. Control (Control) [2007] – r.: Anton Corbijn
1. magyar változat [2009-ben] produkciós vezető
481. Csereüvegek (Vratné lahve) [2007] – r.: Jan Sverák
1. magyar változat [2009-ben] produkciós vezető
482. Dan és a szerelem (Dan in Real Life) [2007] – r.: Peter Hedges
1. magyar változat [2009-ben] produkciós vezető
483. Doktor Strange (Doctor Strange) [2007] – r.: Patrick Archibald, Jay Oliva, Dick Sebast, Frank Paur
1. magyar változat [2010-ben] produkciós vezető
484. Eastern Promises – Gyilkos ígéretek (Eastern Promises) [2007] – r.: David Cronenberg
1. magyar változat [2008-ban] hangmérnök (Másik Zoltán néven), szinkronrendező
485. Éberség (Awake) [2007] – r.: Joby Harold
1. magyar változat [2008-ban] hangmérnök (Másik Zoltán néven), produkciós vezető
486. Egetverő haderő (Delta Farce) [2007] – r.: C.B. Harding
1. magyar változat [2008-ban] hangmérnök (Másik Zoltán néven), szinkronrendező
487. Egy bébiszitter naplója (The Nanny Diaries) [2007] – r.: Shari Springer Berman, Robert Pulcini
1. magyar változat [2008-ban] produkciós vezető
488. Az éjszaka urai (We Own the Night) [2007] – r.: James Gray
1. magyar változat [2008-ban] hangmérnök (Másik Zoltán néven), szinkronrendező
489. Elah völgyében (In the Valley of Elah) [2007] – r.: Paul Haggis
1. magyar változat [2008-ban] hangmérnök (Másik Zoltán néven), szinkronrendező
490. Elit halálosztók (Tropa de Elite) [2007] – r.: José Padilha
1. magyar változat [2009-ben] produkciós vezető
491. Elizabeth: Az aranykor (Elizabeth: The Golden Age) [2007] – r.: Shekhar Kapur
1. magyar változat [2007-ben] hangmérnök (Másik Zoltán néven), szinkronrendező
492. Ellenséges vágyak (Se, jie) [2007] – r.: Ang Lee
1. magyar változat [2008-ban] hangmérnök (Másik Zoltán néven), szinkronrendező
493. Az élők és a holtak (Zivi i mrtvi) [2007] – r.: Kristijan Milic
1. magyar változat [2010-ben] hangmérnök (Másik Zoltán néven), szinkronrendező
494. A Föld (Earth) [2007] – r.: Alastair Fothergill, Mark Linfield
1. magyar változat (narráció) [2008-ban] hangmérnök (Másik Zoltán néven), vágó (Másik Zoltán néven) szinkronrendező
495. Fülenincs nyúl (Keinohrhasen) [2007] – r.: Til Schweiger
1. magyar változat [2009-ben] hangmérnök (Másik Zoltán néven), szinkronrendező
496. Fűrész IV. (Saw IV) [2007] – r.: Darren Lynn Bousman
1. magyar változat [2008-ban] hangmérnök (Másik Zoltán néven), szinkronrendező
497. Goodbye Bafana (Goodbye Bafana) [2007] – r.: Bille August
1. magyar változat [2007-ben] produkciós vezető
498. Grace nélkül az élet (Grace Is Gone) [2007] – r.: James C. Strouse
1. magyar változat [2009-ben] hangmérnök (Másik Zoltán néven), szinkronrendező
499. A griff támadása (Gryphon) [2007] – r.: Andrew Prowse
1. magyar változat [2008-ban] hangmérnök (Másik Zoltán néven), szinkronrendező
500. Grindhouse – Halálbiztos (Death Proof) [2007] – r.: Quentin Tarantino
1. magyar változat [2007-ben] szinkronrendező
501. Grindhouse – Terrorbolygó (Planet Terror) [2007] – r.: Robert Rodriguez
1. magyar változat [2007-ben] hangmérnök (Másik Zoltán néven), szinkronrendező
502. Halálos hallgatás (Dead Silence) [2007] – r.: James Wan
1. magyar változat [2007-ben] szinkronrendező
503. A halálraítélt (The Condemned) [2007] – r.: Scott Wiper
1. magyar változat [2008-ban] hangmérnök (Másik Zoltán néven), szinkronrendező
504. Hallam Foe (Hallam Foe) [2007] – r.: David Mackenzie
1. magyar változat [2008-ban] hangmérnök (Másik Zoltán néven), szinkronrendező
505. Halloween (Halloween) [2007] – r.: Rob Zombie
1. magyar változat [2008-ban] hangmérnök (Másik Zoltán néven), szinkronrendező
506. Határvidék (Borderland) [2007] – r.: Zev Berman
1. magyar változat [2008-ban] hangmérnök (Másik Zoltán néven), szinkronrendező
507. A hírnök (The Messengers) [2007] – r.: Oxide Pang Chun, Danny Pang
1. magyar változat [2008-ban] hangmérnök (Másik Zoltán néven), szinkronrendező
508. I'm Not There – Bob Dylan életei (I'm Not There) [2007] – r.: Todd Haynes
1. magyar változat [2008-ban] hangmérnök (Másik Zoltán néven), produkciós vezető
509. Irina Palm (Irina Palm) [2007] – r.: Sam Garbarski
1. magyar változat [2008-ban] hangmérnök (Másik Zoltán néven), szinkronrendező
510. Jane Austen magánélete (Becoming Jane) [2007] – r.: Julian Jarrold
1. magyar változat [2010-ben] produkciós vezető
511. Kegyetlen báj (Savage Grace) [2007] – r.: Tom Kalin
1. magyar változat [2009-ben] produkciós vezető
512. Kincsvadászok (Diamond Dogs) [2007] – r.: Shimon Dotan, Dolph Lundgren
1. magyar változat [2008-ban] hangmérnök (Másik Zoltán néven), szinkronrendező
513. A királyság (The Kingdom) [2007] – r.: Peter Berg
1. magyar változat [2007-ben] szinkronrendező
514. Klára és Ferenc – A szeretet köteléke (Chiara e Francesco) [2007] – r.: Fabrizio Costa
1. magyar változat [2008-ban] hangmérnök (Másik Zoltán néven), produkciós vezető
515. Leszámolás az 51–es körzetben (Showdown at Area 51) [2007] – r.: C. Roma
1. magyar változat [2008-ban] produkciós vezető
516. Mély harapás (Teeth) [2007] – r.: Mitchell Lichtenstein
1. magyar változat [2008-ban] produkciós vezető
517. Michael Clayton (Michael Clayton) [2007] – r.: Tony Gilroy
1. magyar változat [2008-ban] hangmérnök (Másik Zoltán néven), szinkronrendező
518. Michou története (Michou d'Auber) [2007] – r.: Thomas Gilou
1. magyar változat [2008-ban] hangmérnök (Másik Zoltán néven), szinkronrendező
519. Mielőtt az ördög rád talál (Before the Devil Knows You're Dead) [2007] – r.: Sidney Lumet
1. magyar változat [2008-ban] hangmérnök (Másik Zoltán néven), szinkronrendező
520. Miért nősültem meg? (Why Did I Get Married?) [2007] – r.: Tyler Perry
1. magyar változat [2010-ben] produkciós vezető
521. My Blueberry Nights – A távolság íze (My Blueberry Nights) [2007] – r.: Kar Wai Wong
1. magyar változat [2008-ban] hangmérnök (Másik Zoltán néven), produkciós vezető
522. O' Horten (O' Horten) [2007] – r.: Bent Hamer
1. magyar változat [2010-ben] keverőhangmérnök (Másik Zoltán néven), produkciós vezető
523. Őslények országa 13. – Bízz a barátokban (The Land Before Time XIII: Wisdom of Friends) [2007] – r.: Jamie Mitchell, Charles Grosvenor
1. magyar változat [2007-ben] szinkronrendező
524. Piaf (La Môme) [2007] – r.: Olivier Dahan
1. magyar változat [2007-ben] szinkronrendező
525. Rókavadászat (The Hunting Party) [2007] – r.: Richard Shepard
1. magyar változat [2008-ban] hangmérnök (Másik Zoltán néven), szinkronrendező
526. Sötét anyag (Dark Matter) [2007] – r.: Shi–Zheng Chen
1. magyar változat [2008-ban] hangmérnök (Másik Zoltán néven), szinkronrendező
527. Stephen King: A köd (The Mist) [2007] – r.: Frank Darabont
1. magyar változat [2008-ban] hangmérnök (Másik Zoltán néven), producer
528. Sukiyaki Western Django (Sukiyaki Western Django) [2007] – r.: Takashi Miike
1. magyar változat [2009-ben] hangmérnök (Másik Zoltán néven), szinkronrendező
529. A Szaturnusz gyűrűjében (Saturno contro) [2007] – r.: Ferzan Ozpetek
1. magyar változat [2008-ban] hangmérnök (Másik Zoltán néven), szinkronrendező
530. A szeretet szimfóniája (August Rush) [2007] – r.: Kirsten Sheridan
1. magyar változat [2009-ben] hangmérnök (Másik Zoltán néven), szinkronrendező
531. Szkafander és pillangó (Le Scaphandre et le papillon) [2007] – r.: Julian Schnabel
1. magyar változat [2008-ban] hangmérnök (Másik Zoltán néven), szinkronrendező
532. Szűzlányok ajándéka (Virgin Territory) [2007] – r.: David Leland
1. magyar változat [2008-ban] hangmérnök (Másik Zoltán néven), produkciós vezető
533. Te, aki élsz (Du levande) [2007] – r.: Roy Andersson
1. magyar változat [2009-ben] produkciós vezető
534. Titkok szigete (De fortabte sjæles ø) [2007] – r.: Nikolaj Arcel
1. magyar változat [2008-ban] hangmérnök (Másik Zoltán néven), szinkronrendező
535. TMNT – Tini Nindzsa Teknőcök (TMNT) [2007] – r.: Kevin Munroe
1. magyar változat [2007-ben] szinkronrendező
536. Tudom, ki ölt meg (I Know Who Killed Me) [2007] – r.: Chris Sivertson
1. magyar változat [2008-ban] hangmérnök (Másik Zoltán néven), szinkronrendező
537. Az utolsó légió (The Last Legion) [2007] – r.: Doug Lefler
1. magyar változat [2008-ban] hangmérnök (Másik Zoltán néven), szinkronrendező
538. Vágy és vezeklés (Atonement) [2007] – r.: Joe Wright
1. magyar változat [2009-ben] szinkronrendező
539. Váltság-Nobel-díj (Nobel Son) [2007] – r.: Randall Miller
1. magyar változat [2009-ben] produkciós vezető
540. Vaskabátok (Hot Fuzz) [2007] – r.: Edgar Wright
1. magyar változat [2007-ben] szinkronrendező
541. Vexille (Vexille) [2007] – r.: Fumihiko Sori
1. magyar változat [2009-ben] hangmérnök (Másik Zoltán néven), szinkronrendező
542. War (War) [2007] – r.: Philip G. Atwell
1. magyar változat [2008-ban] hangmérnök (Másik Zoltán néven), szinkronrendező
543. A zóna (La zona) [2007] – r.: Rodrigo Plá
1. magyar változat [2010-ben] produkciós vezető
544. 1 és 1/2 lovag – Az elbűvölő Herzelinde hercegnő nyomában (1 1/2 Ritter – Auf der Suche nach der hinreißenden Herzelinde) [2008] – r.: Til Schweiger, Torsten Künstler, Christof Wahl
1. magyar változat [2010-ben] produkciós vezető
545. 39 lépcsőfok (The 39 Steps) [2008] – r.: James Hawes
1. magyar változat [2011-ben] hangmérnök (Másik Zoltán néven), szinkronrendező
546. Ádám feltámadása (Adam Resurrected) [2008] – r.: Paul Schrader
1. magyar változat [2010-ben] produkciós vezető
547. Alulképző (Lower Learning) [2008] – r.: Mark Lafferty
1. magyar változat [2010-ben] keverőhangmérnök (Másik Zoltán néven), produkciós vezető
548. Alvajárók (Sleepwalking) [2008] – r.: Bill Maher
1. magyar változat [2009-ben] produkciós vezető
549. Amerikai ének (An American Carol) [2008] – r.: David Zuckersss
1. magyar változat [2010-ben] produkciós vezető
550. Az áruló (Traitor) [2008] – r.: Jeffrey Nachmanoff
1. magyar változat [2009-ben] hangmérnök (Másik Zoltán néven), szinkronrendező
551. Bébi mama (Baby Mama) [2008] – r.: Michael McCullers
1. magyar változat [2008-ban] produkciós vezető
552. A bombák földjén (The Hurt Locker) [2008] – r.: Kathryn Bigelow
1. magyar változat [2010-ben] keverőhangmérnök (Másik Zoltán néven), produkciós vezető
553. Boncasztal (Pathology) [2008] – r.: Marc Schoelermann
1. magyar változat [2008-ban] hangmérnök (Másik Zoltán néven), produkciós vezető
554. Bőrfejek (Leatherheads) [2008] – r.: George Clooney
1. magyar változat [2008-ban] hangmérnök (Másik Zoltán néven), szinkronrendező
555. Burrowers – A felszín alatt (The Burrowers) [2008] – r.: J.T. Petty
1. magyar változat [2011-ben] hangmérnök (Másik Zoltán néven), szinkronrendező
556. Dante 01 (Dante 01) [2008] – r.: Marc Caro
1. magyar változat [2008-ban] hangmérnök (Másik Zoltán néven), szinkronrendező
557. Démontanya – Avagy ki engedte ki a szellemeket? (Mostly Ghostly) [2008] – r.: Richard Correll
1. magyar változat [2008-ban] hangmérnök (Másik Zoltán néven), szinkronrendező
558. Dobd be magad (Make It Happen) [2008] – r.: Darren Grant
1. magyar változat [2009-ben] hangmérnök (Másik Zoltán néven), szinkronrendező
559. A dög 2. – Darálós pillanatok (Feast II: Sloppy Seconds) [2008] – r.: John Gulager
1. magyar változat [2010-ben] produkciós vezető
560. A dögös és a dög (The Hottie & the Nottie) [2008] – r.: Tom Putnam
1. magyar változat [2008-ban] produkciós vezető
561. Ebadta tolvajok (Dog Gone) [2008] – r.: Mark Stouffer
1. magyar változat [2010-ben] hangmérnök (Másik Zoltán néven), szinkronrendező
562. Eden Lake – Gyilkos kilátások (Eden Lake) [2008] – r.: James Watkins
1. magyar változat [2010-ben] hangmérnök (Másik Zoltán néven), szinkronrendező
563. Égető bizonyíték (Burn After Reading) [2008] – r.: Ethan Coen, Joel Coen
1. magyar változat [2009-ben] hangmérnök (Másik Zoltán néven), szinkronrendező
564. Egy ember és kutyája (Un homme et son chien) [2008] – r.: Francis Huster
1. magyar változat [2010-ben] keverőhangmérnök (Másik Zoltán néven), produkciós vezető
565. Elcserélt életek (Changeling) [2008] – r.: Clint Eastwood
1. magyar változat [2008-ban] hangmérnök (Másik Zoltán néven), szinkronrendező
566. Az előléptetés (The Promotion) [2008] – r.: Steve Conrad
1. magyar változat [2010-ben] produkciós vezető
567. Fanboys – Rajongók háborúja (Fanboys) [2008] – r.: Kyle Newman
1. magyar változat [2009-ben] produkciós vezető
568. A felolvasó (The Reader) [2008] – r.: Stephen Daldry
1. magyar változat [2009-ben] hangmérnök (Másik Zoltán néven), szinkronrendező
569. A felvonó (Blackout) [2008] – r.: Rigoberto Castañeda
1. magyar változat [2009-ben] hangmérnök (Másik Zoltán néven), szinkronrendező
570. Franklyn (Franklyn) [2008] – r.: Gerald McMorrow
1. magyar változat [2009-ben] produkciós vezető
571. Frost/Nixon (Frost/Nixon) [2008] – r.: Ron Howard
1. magyar változat [2009-ben] hangmérnök (Másik Zoltán néven), szinkronrendező
572. Fűrész V. (Saw V) [2008] – r.: David Hackl
1. magyar változat [2009-ben] hangmérnök (Másik Zoltán néven), szinkronrendező
573. Genova (Genova) [2008] – r.: Michael Winterbottom
1. magyar változat [2010-ben] produkciós vezető
574. Gyerekek vagy egyebek (De l'autre côté du lit) [2008] – r.: Pascale Pouzadoux
1. magyar változat [2009-ben] hangmérnök (Másik Zoltán néven), szinkronrendező
575. Gyilkosság online (Untraceable) [2008] – r.: Gregory Hoblit
1. magyar változat [2008-ban] hangmérnök (Másik Zoltán néven), produkciós vezető
576. Gyújtóbomba (Incendiary) [2008] – r.: Sharon Maguire
1. magyar változat [2010-ben] produkciós vezető
577. Hajrá boldogság (Happy–Go–Lucky) [2008] – r.: Mike Leigh
1. magyar változat [2009-ben] hangmérnök (Másik Zoltán néven), szinkronrendező
578. Hajsza (Killshot) [2008] – r.: John Madden
1. magyar változat [2009-ben] hangmérnök (Másik Zoltán néven), szinkronrendező
579. Halálfutam (Death Race) [2008] – r.: Paul W.S. Anderson
1. magyar változat [2008-ban] hangmérnök (Másik Zoltán néven), szinkronrendező
580. Hamlet 2. (Hamlet 2) [2008] – r.: Andrew Fleming
1. magyar változat [2008-ban] hangmérnök (Másik Zoltán néven), szinkronrendező
581. A hercegnő (The Duchess) [2008] – r.: Saul Dibb
1. magyar változat [2009-ben] hangmérnök (Másik Zoltán néven), szinkronrendező
582. Holtak napja (Day of the Dead) [2008] – r.: Steve Miner
1. magyar változat [2008-ban] hangmérnök (Másik Zoltán néven), produkciós vezető
583. Hotelszoba, letolt gatya (Bart Got a Room) [2008] – r.: Brian Hecker
1. magyar változat [2010-ben] produkciós vezető
584. Hullámok ördöge (Surfer, Dude) [2008] – r.: S.R. Bindler
1. magyar változat [2011-ben] hangmérnök (Másik Zoltán néven), szinkronrendező
585. Impy csodálatos világa (Urmel voll in Fahrt) [2008] – r.: Reinhard Klooss, Holger Tappe
1. magyar változat [2010-ben] produkciós vezető
586. Jégtörők 3. – Az ifi bajnokság (Slap Shot 3: The Junior League) [2008] – r.: Richard Martin
1. magyar változat [2008-ban] hangmérnök (Másik Zoltán néven), szinkronrendező
587. Katasztrófafilm (Disaster Movie) [2008] – r.: Jason Friedberg, Aaron Seltzer
1. magyar változat [2008-ban] hangmérnök (Másik Zoltán néven), szinkronrendező
588. A kék elefánt (The Blue Elephant) [2008] – r.: Kompin Kemgumnird
1. magyar változat [2010-ben] vágó (Másik Zoltán néven), produkciós vezető
589. Kémnők (Les femmes de l'ombre) [2008] – r.: Jean–Paul Salomé
1. magyar változat [2009-ben] hangmérnök (Másik Zoltán néven), szinkronrendező
590. Két szerető (Two Lovers) [2008] – r.: James Gray
1. magyar változat [2009-ben] produkciós vezető
591. A kívülálló (Outlander) [2008] – r.: Howard McCain
1. magyar változat [2009-ben] produkciós vezető
592. Kristályfolyó (Crystal River) [2008] – r.: Brett Levner
1. magyar változat [2012-ben] hangmérnök (Másik Zoltán néven), produkciós vezető
593. Láncra vert igazság (Nothing But the Truth) [2008] – r.: Rod Lurie
1. magyar változat [2010-ben] keverőhangmérnök (Másik Zoltán néven), produkciós vezető
594. A Lazarus-terv (The Lazarus Project) [2008] – r.: John Glenn
1. magyar változat [2010-ben] produkciós vezető
595. A lekoptathatatlan (Management) [2008] – r.: Stephen Belber
1. magyar változat [2009-ben] hangmérnök (Másik Zoltán néven), szinkronrendező
596. Magánalku (The Human Contract) [2008] – r.: Jada Pinkett Smith
1. magyar változat [2010-ben] keverőhangmérnök (Másik Zoltán néven), produkciós vezető
597. Merénylet a suligóré ellen (Assassination of a High School President) [2008] – r.: Brett Simon
1. magyar változat [2010-ben] produkciós vezető
598. Mezsgye 2. – Túlvilág (Pulse 2: Afterlife) [2008] – r.: Joel Soisson
1. magyar változat [2010-ben] keverőhangmérnök (Másik Zoltán néven), produkciós vezető
599. Mezsgye 3. – Invázió (Pulse 3) [2008] – r.: Joel Soisson
1. magyar változat [2010-ben] hangmérnök (Másik Zoltán néven), szinkronrendező
600. Milk (Milk) [2008] – r.: Gus Van Sant
1. magyar változat [2009-ben] hangmérnök (Másik Zoltán néven), szinkronrendező
601. Miss Pettigrew nagy napja (Miss Pettigrew Lives for a Day) [2008] – r.: Bharat Nalluri
1. magyar változat [2009-ben] hangmérnök (Másik Zoltán néven), szinkronrendező
602. Párizs (Paris) [2008] – r.: Cédric Klapisch
1. magyar változat [2008-ban] produkciós vezető
603. Példátlan példaképek (Role Models) [2008] – r.: David Wain
1. magyar változat [2009-ben] hangmérnök (Másik Zoltán néven), szinkronrendező
604. Pokoli hajsza (The Objective) [2008] – r.: Daniel Myrick
1. magyar változat [2010-ben] hangmérnök (Másik Zoltán néven), szinkronrendező
605. A Skorpiókirály 2. – Harcos születik (The Scorpion King: Rise of a Warrior) [2008] – r.: Russell Mulcahy
1. magyar változat [2008-ban] hangmérnök (Másik Zoltán néven), szinkronrendező
606. Spirit – A sikító város (The Spirit) [2008] – r.: Frank Miller
1. magyar változat [2009-ben] produkciós vezető
607. Stiletto (Stiletto) [2008] – r.: Nick Vallelonga
1. magyar változat [2009-ben] produkciós vezető
608. Szárnyas teremtmények (Winged Creatures) [2008] – r.: Rowan Woods
1. magyar változat [2010-ben] produkciós vezető
609. Szélhámos fivérek (The Brothers Bloom) [2008] – r.: Rian Johnson
1. magyar változat [2010-ben] produkciós vezető
610. A szem (The Eye) [2008] – r.: David Moreau, Xavier Palud
1. magyar változat [2008-ban] hangmérnök (Másik Zoltán néven), szinkronrendező
611. A szerelem határai (The Edge of Love) [2008] – r.: John Maybury
1. magyar változat [2008-ban] hangmérnök (Másik Zoltán néven), szinkronrendező
612. Szerelem második látásra (Last Chance Harvey) [2008] – r.: Joel Hopkins
1. magyar változat [2009-ben] produkciós vezető
613. Szükséges gonosz (Necessary Evil) [2008] – r.: Peter J. Eaton
1. magyar változat [2010-ben] hangmérnök (Másik Zoltán néven), szinkronrendező
614. Szurikáták (The Meerkats) [2008] – r.: James Honeyborne
1. magyar változat (hangalámondás) [2009-ben] hangmérnök (Másik Zoltán néven), szinkronrendező
615. Tekerd vissza, haver! (Be Kind Rewind) [2008] – r.: Michel Gondry
1. magyar változat [2009-ben] hangmérnök (Másik Zoltán néven), szinkronrendező
616. Tiszta napfény (Sunshine Cleaning) [2008] – r.: Christine Jeffs
1. magyar változat [2010-ben] produkciós vezető
617. A titkok könyvtára 3. – A Júdás-kehely átka (The Librarian: Curse of the Judas Chalice) [2008] – r.: Jonathan Frakes
1. magyar változat [2009-ben] hangmérnök (Másik Zoltán néven), szinkronrendező
618. A tökéletlen trükk (The Great Buck Howard) [2008] – r.: Sean McGinly
1. magyar változat [2010-ben] keverőhangmérnök (Másik Zoltán néven), produkciós vezető
619. Út a földi pokolba (SEAL Team VI) [2008] – r.: Mark C. Andrews
1. magyar változat [2010-ben] hangmérnök (Másik Zoltán néven), szinkronrendező
620. Utolsó látogatás (Brideshead Revisited) [2008] – r.: Julian Jarrold
1. magyar változat [2009-ben] produkciós vezető
621. Vad vakáció (Welcome Home, Roscoe Jenkins) [2008] – r.: Malcolm D. Lee
1. magyar változat [2008-ban] hangmérnök (Másik Zoltán néven), szinkronrendező
622. Vadócka (Wild Child) [2008] – r.: Nick Moore
1. magyar változat [2008-ban] hangmérnök (Másik Zoltán néven), produkciós vezető
623. Vakság (Blindness) [2008] – r.: Fernando Meirelles
2. magyar változat [2009-ben] produkciós vezető
624. Véres hétvége (Long Weekend) [2008] – r.: Jamie Blanks
1. magyar változat [2009-ben] hangmérnök (Másik Zoltán néven), szinkronrendező
625. Vinyan – Az elveszett lelkek (Vinyan) [2008] – r.: Fabrice Du Welz
1. magyar változat [2010-ben] hangmérnök (Másik Zoltán néven), szinkronrendező
626. A vörös báró (Der rote Baron) [2008] – r.: Nikolai Müllerschön
1. magyar változat [2010-ben] produkciós vezető
627. Zack és Miri pornót forgat (Zack and Miri Make a Porno) [2008] – r.: Kevin Smith
1. magyar változat [2009-ben] hangmérnök (Másik Zoltán néven), szinkronrendező
628. [Rec] 2. ([Rec] 2) [2009] – r.: Jaume Balagueró, Paco Plaza
1. magyar változat [2010-ben] hangmérnök (Másik Zoltán néven), szinkronrendező
629. 9 (9) [2009] – r.: Shane Acker
1. magyar változat [2010-ben] hangmérnök (Másik Zoltán néven), szinkronrendező
630. Agora (Agora) [2009] – r.: Alejandro Amenábar
1. magyar változat [2010-ben] produkciós vezető
631. Albert Schweitzer – Egy élet Afrikáért (Albert Schweitzer) [2009] – r.: Gavin Millar
1. magyar változat [2011-ben] hangmérnök (Másik Zoltán néven), szinkronrendező
632. Amerikai pite 7. – A szerelem Bibliája (American Pie Presents: The Book of Love) [2009] – r.: John Putch
1. magyar változat [2009-ben] hangmérnök (Másik Zoltán néven), szinkronrendező
633. Antikrisztus (Antichrist) [2009] – r.: Lars von Trier
1. magyar változat [2011-ben] hangmérnök (Másik Zoltán néven), produkciós vezető
634. Anya a pácban (Motherhood) [2009] – r.: Katherine Dieckmann
1. magyar változat [2010-ben] produkciós vezető
635. Anyátlanok (The Boys Are Back) [2009] – r.: Scott Hicks
1. magyar változat [2010-ben] hangmérnök (Másik Zoltán néven), szinkronrendező
636. A barlang 2. (The Descent: Part 2) [2009] – r.: Jon Harris
1. magyar változat [2010-ben] hangmérnök (Másik Zoltán néven), szinkronrendező
637. Bazi rossz Valentin–nap (I Hate Valentine's Day) [2009] – r.: Nia Vardalos
1. magyar változat [2010-ben] produkciós vezető
638. Becstelen brigantyk (Inglourious Basterds) [2009] – r.: Quentin Tarantino
1. magyar változat [2009-ben] hangmérnök (Másik Zoltán néven), szinkronrendező
639. Bionicle – A legenda újjászületik (Bionicle: The Legend Reborn) [2009] – r.: Mark Baldo
1. magyar változat [2009-ben] hangmérnök (Másik Zoltán néven), szinkronrendező
640. A bokszoló (The Boxer) [2009] – r.: Thomas Jahn
1. magyar változat [2009-ben] hangmérnök (Másik Zoltán néven), szinkronrendező
641. Brooklyn mélyén (Brooklyn's Finest) [2009] – r.: Antoine Fuqua
1. magyar változat [2010-ben] produkciós vezető
642. Bunyó (Fighting) [2009] – r.: Dito Montiel
1. magyar változat [2009-ben] hangmérnök (Másik Zoltán néven), szinkronrendező
643. Cápatámadás Malibuban (Malibu Shark Attack) [2009] – r.: David Lister
1. magyar változat [2010-ben] hangmérnök (Másik Zoltán néven), szinkronrendező
644. Chéri – Egy kurtizán szerelme (Chéri) [2009] – r.: Stephen Frears
1. magyar változat [2009-ben] produkciós vezető
645. Daybreakers – A vámpírok kora (Daybreakers) [2009] – r.: Michael Spierig, Peter Spierig
1. magyar változat [2010-ben] produkciós vezető
646. Defendor – A véderő (Defendor) [2009] – r.: Peter Stebbings
1. magyar változat [2010-ben] keverőhangmérnök (Másik Zoltán néven), produkciós vezető
647. Derült égből szerelem (Love Happens) [2009] – r.: Brandon Camp
1. magyar változat [2010-ben] produkciós vezető
648. Dilidoki kiütve (Shrink) [2009] – r.: Jonas Pate
1. magyar változat [2009-ben] produkciós vezető
649. District 9 (District 9) [2009] – r.: Neill Blomkamp
1. magyar változat [2010-ben] keverőhangmérnök (Másik Zoltán néven), produkciós vezető
650. A doboz (The Box) [2009] – r.: Richard Kelly
1. magyar változat [2010-ben] keverőhangmérnök (Másik Zoltán néven), produkciós vezető
651. Doctor Parnassus és a képzelet birodalma (The Imaginarium of Doctor Parnassus) [2009] – r.: Terry Gilliam
1. magyar változat [2010-ben] keverőhangmérnök (Másik Zoltán néven), produkciós vezető
652. A dög 3. – A boldog vég (Feast III: The Happy Finish) [2009] – r.: John Gulager
1. magyar változat [2010-ben] hangmérnök (Másik Zoltán néven), szinkronrendező
653. A dolgok állása (State of Play) [2009] – r.: Kevin Macdonald
1. magyar változat [2009-ben] hangmérnök (Másik Zoltán néven), szinkronrendező
654. Dorian Gray (Dorian Gray) [2009] – r.: Oliver Parker
1. magyar változat [2010-ben] hangmérnök (Másik Zoltán néven), szinkronrendező
655. Eladó a családom (The Joneses) [2009] – r.: Derrick Borte
1. magyar változat [2011-ben] hangmérnök (Másik Zoltán néven), szinkronrendező
656. Az elektromos ködben (In the Electric Mist) [2009] – r.: Bertrand Tavernier
1. magyar változat [2009-ben] produkciós vezető
657. Elektromos vihar (Polar Storm) [2009] – r.: Paul Ziller
1. magyar változat [2010-ben] keverőhangmérnök (Másik Zoltán néven), produkciós vezető
658. Az elveszettek földje (Land of the Lost) [2009] – r.: Brad Silberling
1. magyar változat [2009-ben] hangmérnök (Másik Zoltán néven), szinkronrendező
659. Az energia (Push) [2009] – r.: Paul McGuigan
1. magyar változat [2009-ben] hangmérnök (Másik Zoltán néven), szinkronrendező
660. Fatima – A 13. napon (The 13th Day) [2009] – r.: Dominic Higgins, Ian Higgins
1. magyar változat [2012-ben] hangmérnök (Másik Zoltán néven), produkciós vezető
661. Fekete villám, avagy zúg a Volga (Chernaya Molniya) [2009] – r.: Dmitriy Kiselev, Aleksandr Voytinskiy
1. magyar változat [2010-ben] keverőhangmérnök (Másik Zoltán néven), produkciós vezető
662. Fényes csillag (Bright Star) [2009] – r.: Jane Campion
1. magyar változat [2011-ben] hangmérnök (Másik Zoltán néven), produkciós vezető
663. Fűrész VI. (Saw VI) [2009] – r.: Kevin Greutert
1. magyar változat [2010-ben] produkciós vezető
664. Gyilkos paraziták (The Thaw) [2009] – r.: Mark A. Lewis
1. magyar változat [2010-ben] hangmérnök (Másik Zoltán néven), szinkronrendező
665. Gyilkosságba hajszolva (Driven to Kill) [2009] – r.: Jeff King
1. magyar változat [2009-ben] hangmérnök (Másik Zoltán néven), szinkronrendező
666. Hajrá, csajok: A nagy összecsapás (Bring It On: Fight to the Finish) [2009] – r.: Bille Woodruff
1. magyar változat [2009-ben] hangmérnök (Másik Zoltán néven), szinkronrendező
667. Halálos iram (Fast & Furious) [2009] – r.: Justin Lin
1. magyar változat [2009-ben] hangmérnök (Másik Zoltán néven), szinkronrendező
668. Halloween 2. (Halloween II) [2009] – r.: Rob Zombie
1. magyar változat [2010-ben] produkciós vezető
669. A harcmező hírnökei (The Messenger) [2009] – r.: Oren Moverman
1. magyar változat [2010-ben] keverőhangmérnök (Másik Zoltán néven), produkciós vezető
670. Harry Brown (Harry Brown) [2009] – r.: Daniel Barber
1. magyar változat [2011-ben] hangmérnök (Másik Zoltán néven), szinkronrendező
671. Hazatérés (Homecoming) [2009] – r.: Morgan J. Freeman
1. magyar változat [2010-ben] keverőhangmérnök (Másik Zoltán néven), produkciós vezető
672. Hibrid (Splice) [2009] – r.: Vincenzo Natali
1. magyar változat [2010-ben] hangmérnök (Másik Zoltán néven), szinkronrendező
673. Hold (Moon) [2009] – r.: Duncan Jones
1. magyar változat [2010-ben] keverőhangmérnök (Másik Zoltán néven), produkciós vezető
674. Az ifjú Viktória királynő (The Young Victoria) [2009] – r.: Jean–Marc Vallée
1. magyar változat [2010-ben] keverőhangmérnök (Másik Zoltán néven), produkciós vezető
675. Az irányítás határai (The Limits of Control) [2009] – r.: Jim Jarmusch
1. magyar változat [2010-ben] hangmérnök (Másik Zoltán néven), szinkronrendező
676. Johanna nőpápa (Die Päpstin) [2009] – r.: Sönke Wortmann
1. magyar változat [2010-ben] keverőhangmérnök (Másik Zoltán néven), produkciós vezető
677. A kártyavár összedől (Luftslottet som sprängdes) [2009] – r.: Daniel Alfredson
1. magyar változat [2011-ben] hangmérnök (Másik Zoltán néven), szinkronrendező
678. Ki nevet a végén? (Funny People) [2009] – r.: Judd Apatow
1. magyar változat [2009-ben] produkciós vezető
679. Kilenc (Nine) [2009] – r.: Rob Marshall
1. magyar változat [2010-ben] keverőhangmérnök (Másik Zoltán néven), produkciós vezető
680. Közellenségek (Public Enemies) [2009] – r.: Michael Mann
1. magyar változat [2009-ben] hangmérnök (Másik Zoltán néven), szinkronrendező
681. A lány, aki a tűzzel játszik (Flickan som lekte med elden) [2009] – r.: Daniel Alfredson
1. magyar változat [2011-ben] hangmérnök (Másik Zoltán néven), vágó (Másik Zoltán néven) szinkronrendező
682. Leszbikus vámpírok gyilkosai (Lesbian Vampire Killers) [2009] – r.: Phil Claydon
1. magyar változat [2009-ben] hangmérnök (Másik Zoltán néven), szinkronrendező
683. Lódító hódító (The Invention of Lying) [2009] – r.: Ricky Gervais, Matthew Robinson
1. magyar változat [2010-ben] keverőhangmérnök (Másik Zoltán néven), produkciós vezető
684. Mamut (Mammoth) [2009] – r.: Lukas Moodysson
1. magyar változat [2010-ben] hangmérnök (Másik Zoltán néven), produkciós vezető
685. Mary és Max (Mary and Max) [2009] – r.: Adam Elliot
1. magyar változat [2018-ban] hangmérnök, vágó
686. Megtört ölelések (Los abrazos rotos) [2009] – r.: Pedro Almodóvar
1. magyar változat [2009-ben] vágó (Másik Zoltán néven), produkciós vezető
687. Mélyben izzó tűz (Fire from Below) [2009] – r.: Andrew Stevens, Jim Wynorski
1. magyar változat [2010-ben] produkciós vezető
688. Mocskos zsaru – New Orleans utcáin (The Bad Lieutenant: Port of Call – New Orleans) [2009] – r.: Werner Herzog
1. magyar változat [2010-ben] produkciós vezető
689. Mulan (Hua Mulan) [2009] – r.: Jingle Ma, Wei Dong
1. magyar változat [2011-ben] hangmérnök (Másik Zoltán néven), szinkronrendező
690. Pokolba taszítva (Drag Me to Hell) [2009] – r.: Sam Raimi
1. magyar változat [2009-ben] produkciós vezető
691. Rockhajó (The Boat That Rocked) [2009] – r.: Richard Curtis
1. magyar változat [2009-ben] hangmérnök (Másik Zoltán néven), szinkronrendező
692. Soul Kitchen (Soul Kitchen) [2009] – r.: Fatih Akin
1. magyar változat [2011-ben] hangmérnök (Másik Zoltán néven), produkciós vezető
693. A szabadság határai (Crossing Over) [2009] – r.: Wayne Kramer
1. magyar változat [2011-ben] hangmérnök (Másik Zoltán néven), szinkronrendező
694. Személyes vonatkozás (Personal Effects) [2009] – r.: David Hollander
1. magyar változat [2009-ben] produkciós vezető
695. Szeress és táncolj (Love N' Dancing) [2009] – r.: Robert Iscove
1. magyar változat [2010-ben] produkciós vezető
696. A szólista (The Soloist) [2009] – r.: Joe Wright
1. magyar változat [2009-ben] hangmérnök (Másik Zoltán néven), szinkronrendező
697. A temetésem szervezem (Get Low) [2009] – r.: Aaron Schneider
1. magyar változat [2012-ben] hangmérnök (Másik Zoltán néven), produkciós vezető
698. The Terminators – Nincs megváltás (The Terminators) [2009] – r.: Xavier S. Puslowski
1. magyar változat [2009-ben] hangmérnök (Másik Zoltán néven), szinkronrendező
699. A testőr (The Keeper) [2009] – r.: Keoni Waxman
1. magyar változat [2009-ben] produkciós vezető
700. Testvérek (Brothers) [2009] – r.: Jim Sheridan
1. magyar változat [2010-ben] keverőhangmérnök (Másik Zoltán néven), produkciós vezető
701. A tetovált lány (Män som hatar kvinnor) [2009] – r.: Niels Arden Oplev
1. magyar változat [2010-ben] hangmérnök (Másik Zoltán néven), szinkronrendező
702. Törvénytisztelő polgár (Law Abiding Citizen) [2009] – r.: F. Gary Gray
1. magyar változat [2010-ben] keverőhangmérnök (Másik Zoltán néven), produkciós vezető
703. Továbbállók (Away We Go) [2009] – r.: Sam Mendes
1. magyar változat [2010-ben] produkciós vezető
704. A túlvilág szülötte (The Unborn) [2009] – r.: David S. Goyer
1. magyar változat [2009-ben] hangmérnök (Másik Zoltán néven), szinkronrendező
705. Az út (The Road) [2009] – r.: John Hillcoat
1. magyar változat [2010-ben] hangmérnök (Másik Zoltán néven), szinkronrendező
706. Az utolsó ház balra (The Last House on the Left) [2009] – r.: Dennis Iliadis
1. magyar változat [2009-ben] hangmérnök (Másik Zoltán néven), szinkronrendező
707. Valhalla – A vikingek felemelkedése (Valhalla Rising) [2009] – r.: Nicolas Winding Refn
1. magyar változat [2011-ben] hangmérnök (Másik Zoltán néven), produkciós vezető
708. A vér utcái (Streets of Blood) [2009] – r.: Charles Winkler
1. magyar változat [2009-ben] hangmérnök (Másik Zoltán néven), szinkronrendező
709. A verda horda – Adj el, vagy hullj el (The Goods: Live Hard, Sell Hard) [2009] – r.: Neal Brennan
1. magyar változat [2010-ben] produkciós vezető
710. A vérdíj (Perrier's Bounty) [2009] – r.: Ian Fitzgibbon
1. magyar változat [2012-ben] hangmérnök (Másik Zoltán néven), szinkronrendező
711. Woodstock a kertemben (Taking Woodstock) [2009] – r.: Ang Lee
1. magyar változat [2010-ben] produkciós vezető
712. Zombi farm (Zombie Farm) [2009] – r.: Ricardo Islas
1. magyar változat [2011-ben] hangmérnök (Másik Zoltán néven), szinkronrendező
713. Blue Valentine (Blue Valentine) [2010] – r.: Derek Cianfrance
1. magyar változat [2012-ben] hangmérnök (Másik Zoltán néven), produkciós vezető
714. Ca$h – A visszajáró (Ca$h) [2010] – r.: Stephen Milburn Anderson
1. magyar változat [2010-ben] produkciós vezető
715. Cain haragja (The Wrath of Cain) [2010] – r.: Ryan Combs
1. magyar változat [2010-ben] hangmérnök (Másik Zoltán néven), szinkronrendező
716. Élve eltemetve (Buried) [2010] – r.: Rodrigo Cortés
1. magyar változat [2011-ben] hangmérnök (Másik Zoltán néven), szinkronrendező
717. Emberek és istenek (Des hommes et des dieux) [2010] – r.: Xavier Beauvois
1. magyar változat [2011-ben] hangmérnök (Másik Zoltán néven), szinkronrendező
718. Farkasember (The Wolfman) [2010] – r.: Joe Johnston
1. magyar változat [2010-ben] keverőhangmérnök (Másik Zoltán néven), produkciós vezető
719. Fekete halál (Black Death) [2010] – r.: Christopher Smith
1. magyar változat [2011-ben] hangmérnök (Másik Zoltán néven), szinkronrendező
720. Felhangolva (Get Him to the Greek) [2010] – r.: Nicholas Stoller
1. magyar változat [2010-ben] hangmérnök (Másik Zoltán néven), szinkronrendező
721. Férfit látok álmaidban (You Will Meet a Tall Dark Stranger) [2010] – r.: Woody Allen
1. magyar változat [2011-ben] hangmérnök (Másik Zoltán néven), szinkronrendező
722. Frankie & Alice (Frankie & Alice) [2010] – r.: Geoffrey Sax
1. magyar változat [2015-ben] hangmérnök (Másik Zoltán néven), vágó (Másik Zoltán néven), produkciós vezető
723. Fűrész VII. (Saw 3D) [2010] – r.: Kevin Greutert
1. magyar változat [2011-ben] hangmérnök (Másik Zoltán néven), szinkronrendező
724. Füstölgő ászok 2.: Bérgyilkosok bálja (Smokin' Aces 2: Assassins' Ball) [2010] – r.: P.J. Pesce
1. magyar változat [2009-ben] hangmérnök (Másik Zoltán néven), szinkronrendező
725. A gyerekek jól vannak (The Kids Are All Right) [2010] – r.: Lisa Cholodenko
1. magyar változat [2011-ben] hangmérnök (Másik Zoltán néven), szinkronrendező
726. Igaz legenda (Su Qi–er) [2010] – r.: Woo–ping Yuen
1. magyar változat [2011-ben] hangmérnök (Másik Zoltán néven), szinkronrendező
727. IV. Henrik – Navarra királya (Henri 4) [2010] – r.: Jo Baier
1. magyar változat [2012-ben] hangmérnök (Másik Zoltán néven), produkciós vezető
728. Jackie Chan – A katona (Da bing xiao jiang) [2010] – r.: Sheng Ding
1. magyar változat [2011-ben] hangmérnök (Másik Zoltán néven), szinkronrendező
729. A király beszéde (The King's Speech) [2010] – r.: Tom Hooper
2. magyar változat [2011-ben] hangmérnök (Másik Zoltán néven), szinkronrendező
730. Kóser játszma (Holy Rollers) [2010] – r.: Kevin Asch
1. magyar változat [2011-ben] hangmérnök (Másik Zoltán néven), szinkronrendező
731. Lego – Clutch Powers kalandjai (Lego: The Adventures of Clutch Powers) [2010] – r.: Howard E. Baker
1. magyar változat [2009-ben] produkciós vezető
732. Machete (Machete) [2010] – r.: Ethan Maniquis, Robert Rodriguez
1. magyar változat [2011-ben] hangmérnök (Másik Zoltán néven), szinkronrendező
733. Meghasadva (Wrecked) [2010] – r.: Michael Greenspan
1. magyar változat [2011-ben] hangmérnök (Másik Zoltán néven), produkciós vezető
734. Nyomás alatt (It's Kind of a Funny Story) [2010] – r.: Anna Boden, Ryan Fleck
1. magyar változat [2011-ben] hangmérnök (Másik Zoltán néven), produkciós vezető
735. Ördög (Devil) [2010] – r.: John Erick Dowdle
1. magyar változat [2010-ben] hangmérnök (Másik Zoltán néven), szinkronrendező
736. Pótpasi (The Extra Man) [2010] – r.: Shari Springer Berman, Robert Pulcini
1. magyar változat [2011-ben] hangmérnök (Másik Zoltán néven), szinkronrendező
737. Scott Pilgrim a világ ellen (Scott Pilgrim vs. the World) [2010] – r.: Edgar Wright
1. magyar változat [2010-ben] hangmérnök (Másik Zoltán néven), szinkronrendező
738. A sötétség határán (Edge of Darkness) [2010] – r.: Martin Campbell
1. magyar változat [2010-ben] hangmérnök (Másik Zoltán néven), szinkronrendező
739. Stone (Stone) [2010] – r.: John Curran
1. magyar változat [2012-ben] hangmérnök (Másik Zoltán néven), produkciós vezető
740. Szerelem a hatodikon (Les femmes du 6ème étage) [2010] – r.: Philippe Le Guay
1. magyar változat [2013-ban] hangmérnök (Másik Zoltán néven), produkciós vezető
741. Szívrablók (L'arnacoeur) [2010] – r.: Pascal Chaumeil
1. magyar változat [2010-ben] hangmérnök (Másik Zoltán néven), szinkronrendező
742. Született feleség (Potiche) [2010] – r.: François Ozon
1. magyar változat [2011-ben] hangmérnök (Másik Zoltán néven), szinkronrendező
743. Tamara Drewe (Tamara Drewe) [2010] – r.: Stephen Frears
1. magyar változat [2011-ben] hangmérnök (Másik Zoltán néven), szinkronrendező
744. Trancsírák (Tucker & Dale vs Evil) [2010] – r.: Eli Craig
1. magyar változat [2012-ben] hangmérnök (Másik Zoltán néven), produkciós vezető
745. Az utca királya (King of the Avenue) [2010] – r.: Ryan Combs
1. magyar változat [2011-ben] hangmérnök (Másik Zoltán néven), produkciós vezető
746. Végső menedék (6 Souls) [2010] – r.: Måns Mårlind, Björn Stein
1. magyar változat [2011-ben] hangmérnök (Másik Zoltán néven), szinkronrendező
747. A zátony (The Reef) [2010] – r.: Andrew Traucki
1. magyar változat [2011-ben] hangmérnök (Másik Zoltán néven), szinkronrendező
748. 2012: Jégkorszak (2012: Ice Age) [2011] – r.: Travis Fort
1. magyar változat [2011-ben] hangmérnök (Másik Zoltán néven), szinkronrendező
749. Álmok otthona (Dream House) [2011] – r.: Jim Sheridan
1. magyar változat [2012-ben] hangmérnök (Másik Zoltán néven), produkciós vezető
750. A bőr, amelyben élek (La piel que habito) [2011] – r.: Pedro Almodóvar
1. magyar változat [2012-ben] hangmérnök (Másik Zoltán néven), produkciós vezető
751. Cell 213 (Cell 213) [2011] – r.: Stephen Kay
1. magyar változat [2015-ben] hangmérnök (Másik Zoltán néven), produkciós vezető
752. A dolog (The Thing) [2011] – r.: Matthijs van Heijningen, Jr.
1. magyar változat [2012-ben] hangmérnök (Másik Zoltán néven), produkciós vezető
753. Emborg (Manborg) [2011] – r.: Steven Kostanski
1. magyar változat [2013-ban] hangmérnök (Másik Zoltán néven), produkciós vezető
754. Fejvadászok (Hodejegerne) [2011] – r.: Morten Tyldum
1. magyar változat [2013-ban] hangmérnök (Másik Zoltán néven), produkciós vezető
755. A guardista (The Guard) [2011] – r.: John Michael McDonagh
1. magyar változat [2012-ben] hangmérnök (Másik Zoltán néven), produkciós vezető
756. Harc Los Angelesben: Invázió a Földön (Battle of Los Angeles) [2011] – r.: Mark Atkins
1. magyar változat [2011-ben] hangmérnök (Másik Zoltán néven), produkciós vezető
757. Hasadás (The Divide) [2011] – r.: Xavier Gens
1. magyar változat [2012-ben] hangmérnök (Másik Zoltán néven), produkciós vezető
758. A hatalom árnyékában (The Ides of March) [2011] – r.: George Clooney
1. magyar változat [2012-ben] hangmérnök (Másik Zoltán néven), produkciós vezető
759. Hazug igazság (A Matter of Justice) [2011] – r.: Fatmir Doga
1. magyar változat [2012-ben] hangmérnök (Másik Zoltán néven), produkciós vezető
760. A hercegnő és a póni (Princess and the Pony) [2011] – r.: Rachel Goldenberg
1. magyar változat [2011-ben] hangmérnök (Másik Zoltán néven), produkciós vezető
761. Juan, a zombivadász (Juan de los Muertos) [2011] – r.: Alejandro Brugués
1. magyar változat [2013-ban] hangmérnök (Másik Zoltán néven), produkciós vezető
762. Egy kis Mennyország (A Little Bit of Heaven) [2011] – r.: Nicole Kassell
1. magyar változat [2011-ben] hangmérnök (Másik Zoltán néven), produkciós vezető
763. A mestergyilkos (The Mechanic) [2011] – r.: Simon West
1. magyar változat [2011-ben] hangmérnök (Másik Zoltán néven), szinkronrendező
764. Nem írnek való vidék (Kill the Irishman) [2011] – r.: Jonathan Hensleigh
1. magyar változat [2011-ben] hangmérnök (Másik Zoltán néven), szinkronrendező
765. Paul (Paul) [2011] – r.: Greg Mottola
1. magyar változat [2011-ben] hangmérnök (Másik Zoltán néven), szinkronrendező
766. A sas (The Eagle) [2011] – r.: Kevin Macdonald
1. magyar változat [2011-ben] hangmérnök (Másik Zoltán néven), szinkronrendező
767. A szerelem három évig tart (L'amour dure trois ans) [2011] – r.: Frédéric Beigbeder
1. magyar változat [2013-ban] hangmérnök (Másik Zoltán néven), vágó (Másik Zoltán néven) szinkronrendező
768. A szerelem konyhája (Love's Kitchen) [2011] – r.: James Hacking
1. magyar változat [2011-ben] hangmérnök (Másik Zoltán néven), szinkronrendező
769. Underground – Mélybe rejtve (Underground) [2011] – r.: Rafael Eisenman
1. magyar változat [2011-ben] hangmérnök (Másik Zoltán néven), szinkronrendező
770. A Vaslady (The Iron Lady) [2011] – r.: Phyllida Lloyd
1. magyar változat [2012-ben] hangmérnök (Másik Zoltán néven), produkciós vezető
771. A végzet napja (The Day) [2011] – r.: Douglas Aarniokoski
1. magyar változat [2012-ben] hangmérnök (Másik Zoltán néven), produkciós vezető
772. Véres karácsony (The Children) [2011] – r.: Tom Shankland
1. magyar változat [2011-ben] hangmérnök (Másik Zoltán néven), szinkronrendező
773. Vigyázat, vérfarkas (Lobos de Arga) [2011] – r.: Juan Martínez Moreno
1. magyar változat [2013-ban] hangmérnök (Másik Zoltán néven), produkciós vezető
774. A 25. birodalom (The 25th Reich) [2012] – r.: Stephen Amis
1. magyar változat [2012-ben] hangmérnök (Másik Zoltán néven), produkciós vezető
775. Anna Karenina (Anna Karenina) [2012] – r.: Joe Wright
1. magyar változat [2012-ben] hangmérnök (Másik Zoltán néven), produkciós vezető
776. A Bourne-hagyaték (The Bourne Legacy) [2012] – r.: Tony Gilroy
1. magyar változat [2012-ben] hangmérnök (Másik Zoltán néven), produkciós vezető
777. Egy veszedelmes viszony (En kongelig affære) [2012] – r.: Nikolaj Arcel
1. magyar változat [2013-ban] hangmérnök (Másik Zoltán néven), produkciós vezető
778. Halálfutam: A pokol tüze (Death Race: Inferno) [2012] – r.: Roel Reiné
1. magyar változat [2012-ben] hangmérnök (Másik Zoltán néven), produkciós vezető
779. Halo 4. – Kezdetek (Halo 4: Forward Unto Dawn) [2012] – r.: Stewart Hendler
1. magyar változat [2013-ban] hangmérnök (Másik Zoltán néven), produkciós vezető
780. A házban (Dans la maison) [2012] – r.: François Ozon
1. magyar változat [2013-ban] hangmérnök (Másik Zoltán néven), produkciós vezető
781. A helyőrség – Fekete nap (Outpost: Black Sun) [2012] – r.: Steve Barker
1. magyar változat [2012-ben] hangmérnök (Másik Zoltán néven), produkciós vezető
782. Ízek palotája (Les saveurs du Palais) [2012] – r.: Christian Vincent
1. magyar változat [2012-ben] hangmérnök (Másik Zoltán néven), produkciós vezető
783. The Master (The Master) [2012] – r.: Paul Thomas Anderson
1. magyar változat [2014-ben] hangmérnök (Másik Zoltán néven), produkciós vezető
784. A messzi dél vadjai (Beasts of the Southern Wild) [2012] – r.: Benh Zeitlin
1. magyar változat [2013-ban] hangmérnök (Másik Zoltán néven), vágó (Másik Zoltán néven) szinkronrendező
785. Monte Wildhorn csodálatos nyara (The Magic of Belle Isle) [2012] – r.: Rob Reiner
1. magyar változat [2013-ban] hangmérnök (Másik Zoltán néven), produkciós vezető
786. Názáreti Mária (Maria di Nazaret) [2012] – r.: Giacomo Campiotti
1. magyar változat [2014-ben] hangmérnök (Másik Zoltán néven), vágó (Másik Zoltán néven), produkciós vezető
787. Renoir (Renoir) [2012] – r.: Gilles Bourdos
1. magyar változat [2014-ben] hangmérnök (Másik Zoltán néven), produkciós vezető
788. Szerelmem, New York (Nous York) [2012] – r.: Hervé Mimran, Géraldine Nakache
1. magyar változat [2014-ben] hangmérnök (Másik Zoltán néven), produkciós vezető
789. Tökéletes hang (Pitch Perfect) [2012] – r.: Jason Moore
1. magyar változat [2012-ben] hangmérnök (Másik Zoltán néven), produkciós vezető
790. Vadállatok (Savages) [2012] – r.: Oliver Stone
1. magyar változat [2012-ben] hangmérnök (Másik Zoltán néven), produkciós vezető
791. A vadászat (Jagten) [2012] – r.: Thomas Vinterberg
1. magyar változat [2013-ban] hangmérnök (Másik Zoltán néven), produkciós vezető
792. Vérfarkas: A szörny köztünk van (Werewolf: The Beast Among Us) [2012] – r.: Louis Morneau
1. magyar változat [2012-ben] hangmérnök (Másik Zoltán néven), produkciós vezető
793. +1 (+1) [2013] – r.: Dennis Iliadis
1. magyar változat [2013-ban] hangmérnök (Másik Zoltán néven), produkciós vezető
794. A bűn éjszakája (The Purge) [2013] – r.: James DeMonaco
1. magyar változat [2013-ban] hangmérnök (Másik Zoltán néven), produkciós vezető
795. Chucky átka (Curse of Chucky) [2013] – r.: Don Mancini
1. magyar változat [2013-ban] hangmérnök (Másik Zoltán néven), produkciós vezető
796. A diadal: A harc elkezdődött (The Triumph) [2013] – r.: Sean Bloomfield
1. magyar változat (hangalámondás) [2014-ben] produkciós vezető
797. A Frankenstein–teória (The Frankenstein Theory) [2013] – r.: Andrew Weiner
1. magyar változat [2013-ban] hangmérnök (Másik Zoltán néven), produkciós vezető
798. A Goldberg család
– I/1. rész (The Goldbergs: The Circle of Driving) [2013] – r.: Seth Gordon
1. magyar változat [2016-ban] hangmérnök (Másik Zoltán néven), produkciós vezető
799. A hívás (The Call) [2013] – r.: Brad Anderson
1. magyar változat [2013-ban] hangmérnök (Másik Zoltán néven), produkciós vezető
800. Instant anyu
– I/1. rész (Instant Mom: Pilot) [2013] – r.: John Fortenberry
1. magyar változat [2017-ben] hangmérnök (Másik Zoltán néven), szinkronrendező
801. Jimi: All Is by My Side (All Is by My Side) [2013] – r.: John Ridley
1. magyar változat [2015-ben] hangmérnök (Másik Zoltán néven), produkciós vezető
802. Kalandor: Az aranyládika átka (The Adventurer: The Curse of the Midas Box) [2013] – r.: Jonathan Newman
1. magyar változat [2014-ben] hangmérnök (Másik Zoltán néven), produkciós vezető
803. Kick–Ass 2. (Kick–Ass 2) [2013] – r.: Jeff Wadlow
1. magyar változat [2013-ban] hangmérnök (Másik Zoltán néven), produkciós vezető
804. Kicsoda Ferenc pápa? (¿Quién es el Papa Francisco?) [2013] – r.: Andrés Garrigó
1. magyar változat (hangalámondás) [2014-ben] produkciós vezető
805. Mama (Mama) [2013] – r.: Andy Muschietti
1. magyar változat [2013-ban] hangmérnök (Másik Zoltán néven), produkciós vezető
806. Mielőtt éjfélt üt az óra (Before Midnight) [2013] – r.: Richard Linklater
1. magyar változat [2013-ban] hangmérnök (Másik Zoltán néven), produkciós vezető
807. Nyár februárban (Summer in February) [2013] – r.: Christopher Menaul
1. magyar változat [2014-ben] hangmérnök (Másik Zoltán néven), produkciós vezető
808. Philomena – Határtalan szeretet (Philomena) [2013] – r.: Stephen Frears
1. magyar változat [2013-ban] hangmérnök (Másik Zoltán néven), produkciós vezető
809. Pokoli egyezség (Dead in Tombstone) [2013] – r.: Roel Reiné
1. magyar változat [2013-ban] hangmérnök (Másik Zoltán néven), produkciós vezető
810. Rick és Morty
– I/1. rész: Megamag (Rick and Morty: Pilot) [2013] – r.: Justin Roiland
– I/2. rész: Rémálom az eb utcában (Rick and Morty: Lawnmower Dog) [2013] – r.: John Rice, Pete Michels
– I/3. rész: Anatómia park (Rick and Morty: Anatomy Park) [2013] – r.: John Rice, Pete Michels
– I/4. rész: Szimulációk egy témára (Rick and Morty: M. Night Shaym–Aliens!) [2014] – r.: Jeff Myers, Pete Michels
– I/5. rész: A csicska had (Rick and Morty: Meeseeks and Destroy) [2014] – r.: Bryan Newton, Pete Michels
– I/6. rész: Szerelem az influenza idején (Rick and Morty: Rick Potion #9) [2014] – r.: Stephen Sandoval, Pete Michels
– I/7. rész: A nemek hercehurca (Rick and Morty: Raising Gazorpazorp) [2014] – r.: Jeff Myers, Pete Michels
1. magyar változat [2017-ben] hangmérnök (Másik Zoltán néven), vágó (Másik Zoltán néven), produkciós vezető
811. Robin Hood végnapjai (The Last of Robin Hood) [2013] – r.: Richard Glatzer, Wash Westmoreland
1. magyar változat [2014-ben] hangmérnök (Másik Zoltán néven), vágó (Másik Zoltán néven), produkciós vezető
812. Szaftos szavak (Bad Words) [2013] – r.: Jason Bateman
1. magyar változat [2014-ben] hangmérnök (Másik Zoltán néven), produkciós vezető
813. A Tai Chi harcosa (Man of Tai Chi) [2013] – r.: Keanu Reeves
1. magyar változat [2013-ban] hangmérnök (Másik Zoltán néven), produkciós vezető
814. Világvége (The World's End) [2013] – r.: Edgar Wright
1. magyar változat [2013-ban] hangmérnök (Másik Zoltán néven), produkciós vezető
815. Adult Beginners (Adult Beginners) [2014] – r.: Ross Katz
1. magyar változat [2015-ben] hangmérnök (Másik Zoltán néven), produkciós vezető
816. Az anomália (The Anomaly) [2014] – r.: Noel Clarke
1. magyar változat [2014-ben] produkciós vezető
817. Bankrobbantók (Breaking the Bank) [2014] – r.: Vadim Jean
1. magyar változat [2016-ban] hangmérnök (Másik Zoltán néven), produkciós vezető
818. Bőrnyakúak 2. – Tűzvonal (Jarhead 2: Field of Fire) [2014] – r.: Don Michael Paul
1. magyar változat [2014-ben] hangmérnök (Másik Zoltán néven), produkciós vezető
819. Cat Run 2. (Cat Run 2) [2014] – r.: John Stockwell
1. magyar változat [2014-ben] hangmérnök (Másik Zoltán néven), produkciós vezető
820. Escobar: Az elveszett éden (Escobar: Paradise Lost) [2014] – r.: Andrea Di Stefano
1. magyar változat [2015-ben] hangmérnök (Másik Zoltán néven), produkciós vezető
821. Fácángyilkosok (Fasandræberne) [2014] – r.: Mikkel Nørgaard
1. magyar változat [2014-ben] hangmérnök (Másik Zoltán néven), produkciós vezető
822. Felnyomva (Stretch) [2014] – r.: Joe Carnahan
1. magyar változat [2014-ben] hangmérnök (Másik Zoltán néven), produkciós vezető
823. Get on Up – A James Brown sztori (Get on Up) [2014] – r.: Tate Taylor
1. magyar változat [2014-ben] hangmérnök (Másik Zoltán néven), produkciós vezető
824. Get Santa (Get Santa) [2014] – r.: Christopher Smith
1. magyar változat [2015-ben] hangmérnök (Másik Zoltán néven), produkciós vezető
825. God's Pocket (God's Pocket) [2014] – r.: John Slattery
1. magyar változat [2014-ben] hangmérnök (Másik Zoltán néven), produkciós vezető
826. Gyilkos iroda (Not Safe for Work) [2014] – r.: Joe Johnston
1. magyar változat [2014-ben] hangmérnök (Másik Zoltán néven), produkciós vezető
827. Huligán háború (The Hooligan Factory) [2014] – r.: Nick Nevern
1. magyar változat [2014-ben] hangmérnök (Másik Zoltán néven), produkciós vezető
828. Ismerős törlése (Cybernatural) [2014] – r.: Levan Gabriadze
1. magyar változat [2015-ben] hangmérnök (Másik Zoltán néven), produkciós vezető
829. Kellemetlen karácsonyi ünnepek (A Merry Friggin' Christmas) [2014] – r.: Tristram Shapeero
1. magyar változat [2015-ben] hangmérnök (Másik Zoltán néven), produkciós vezető
830. Kis gézengúzok nagy napja (The Little Rascals Save the Day) [2014] – r.: Alex Zamm
1. magyar változat [2013-ban] hangmérnök (Másik Zoltán néven), produkciós vezető
831. A megtisztulás éjszakája: Anarchia (The Purge: Anarchy) [2014] – r.: James DeMonaco
1. magyar változat [2014-ben] hangmérnök (Másik Zoltán néven), produkciós vezető
832. A mentőakció (Reclaim) [2014] – r.: Alan White
1. magyar változat [2015-ben] hangmérnök (Másik Zoltán néven), produkciós vezető
833. Mercy (Mercy) [2014] – r.: Peter Cornwell
1. magyar változat [2014-ben] hangmérnök (Másik Zoltán néven), produkciós vezető
834. Mockingbird (Mockingbird) [2014] – r.: Bryan Bertino
1. magyar változat [2014-ben] hangmérnök (Másik Zoltán néven), produkciós vezető
835. Országúti bosszú (The Rover) [2014] – r.: David Michôd
1. magyar változat [2014-ben] hangmérnök (Másik Zoltán néven), produkciós vezető
836. Ouija (Ouija) [2014] – r.: Stiles White
1. magyar változat [2014-ben] hangmérnök (Másik Zoltán néven), produkciós vezető
837. Pofázunk és végünk (Ride Along) [2014] – r.: Tim Story
1. magyar változat [2014-ben] hangmérnök (Másik Zoltán néven), produkciós vezető
838. Pörgés (Northern Soul) [2014] – r.: Elaine Constantine
1. magyar változat [2015-ben] hangmérnök (Másik Zoltán néven), produkciós vezető
839. Postás Pat – A mozifilm (Postman Pat: The Movie) [2014] – r.: Mike Disa
1. magyar változat [2014-ben] produkciós vezető
840. Rideg világ (Cold in July) [2014] – r.: Jim Mickle
1. magyar változat [2014-ben] hangmérnök (Másik Zoltán néven), produkciós vezető
841. Sráckor (Boyhood) [2014] – r.: Richard Linklater
1. magyar változat [2014-ben] hangmérnök (Másik Zoltán néven), produkciós vezető
842. Szerelem a végzetem (And So It Goes) [2014] – r.: Rob Reiner
1. magyar változat [2014-ben] hangmérnök (Másik Zoltán néven), produkciós vezető
843. Tetves porontyok (Cooties) [2014] – r.: Jonathan Milott, Cary Murnion
1. magyar változat [2015-ben] hangmérnök (Másik Zoltán néven), produkciós vezető
844. Válás francia módra (L'ex de ma vie) [2014] – r.: Dorothée Sebbagh
1. magyar változat [2014-ben] hangmérnök (Másik Zoltán néven), vágó (Másik Zoltán néven), produkciós vezető
845. Agydopping naplók (The Adderall Diaries) [2015] – r.: Pamela Romanowsky
1. magyar változat [2015-ben] hangmérnök (Másik Zoltán néven), produkciós vezető
846. Álmomban találkozunk (I'll See You in My Dreams) [2015] – r.: Brett Haley
1. magyar változat [2015-ben] hangmérnök (Másik Zoltán néven), produkciós vezető
847. A bosszú kardja (Sword of Vengeance) [2015] – r.: Jim Weedon
1. magyar változat [2015-ben] hangmérnök (Másik Zoltán néven), vágó (Másik Zoltán néven), produkciós vezető
848. Családom, darabokban
– I/1. rész (Life in Pieces: Pilot) [2015] – r.: Jason Winer
– I/2. rész (Life in Pieces: Interruptus Date Breast Movin') [2015] – r.: Jason Winer
1. magyar változat [2016-ban] hangmérnök (Másik Zoltán néven), produkciós vezető
849. Curve (Curve) [2015] – r.: Iain Softley
1. magyar változat [2015-ben] hangmérnök (Másik Zoltán néven), produkciós vezető
850. Ex Machina (Ex Machina) [2015] – r.: Alex Garland
1. magyar változat [2015-ben] hangmérnök (Másik Zoltán néven), produkciós vezető
851. Forsaken (Forsaken) [2015] – r.: Jon Cassar
1. magyar változat [2016-ban] hangmérnök (Másik Zoltán néven), produkciós vezető
852. A kolónia (Colonia) [2015] – r.: Florian Gallenberger
1. magyar változat [2016-ban] hangmérnök (Másik Zoltán néven), produkciós vezető
853. Kúria
– I/1. rész (Another Period: Pilot) [2015] – r.: Jeremy Konner
– I/2. rész (Another Period: Divorce) [2015] – r.: Jeremy Konner
– I/3. rész (Another Period: Funeral) [2015] – r.: Jeremy Konner
– I/4. rész (Another Period: Pageant) [2015] – r.: Jeremy Konner
– I/6. rész (Another Period: Lillian's Birthday) [2015] – r.: Jeremy Konner
1. magyar változat [2016-ban] hangmérnök (Másik Zoltán néven), produkciós vezető
854. The Legend of Barney Thomson (The Legend of Barney Thomson) [2015] – r.: Robert Carlyle
1. magyar változat [2016-ban] hangmérnök (Másik Zoltán néven), produkciós vezető
855. Maggie – Az átalakulás (Maggie) [2015] – r.: Henry Hobson
1. magyar változat [2015-ben] hangmérnök (Másik Zoltán néven), produkciós vezető
856. Moonwalkers (Moonwalkers) [2015] – r.: Antoine Bardou–Jacquet
1. magyar változat [2016-ban] hangmérnök (Másik Zoltán néven), produkciós vezető
857. The Overnight (The Overnight) [2015] – r.: Patrick Brice
1. magyar változat [2015-ben] hangmérnök (Másik Zoltán néven), vágó (Másik Zoltán néven), produkciós vezető
858. R.L. Stine's Monsterville (R.L. Stine's Monsterville: The Cabinet of Souls) [2015] – r.: Peter DeLuise
1. magyar változat [2015-ben] hangmérnök (Másik Zoltán néven), produkciós vezető
859. Rémálomgyár
– I/1. rész (Big Time in Hollywood, FL: Severance) [2015] – r.: Dan Schimpf
– I/2. rész (Big Time in Hollywood, FL: Intervention) [2015] – r.: Dan Schimpf
– I/3. rész (Big Time in Hollywood, FL: Rehabilitation) [2015] – r.: Dan Schimpf
– I/4. rész (Big Time in Hollywood, FL: To Catch a Paparazzi) [2015] – r.: Rob Schrab
– I/5. rész (Big Time in Hollywood, FL: A Night In) [2015] – r.: Rob Schrab
– I/6. rész (Big Time in Hollywood, FL: Separate But Equal) [2015] – r.: Dan Schimpf
– I/7. rész (Big Time in Hollywood, FL: What Dreams May Come) [2015] – r.: Dan Schimpf
– I/8. rész (Big Time in Hollywood, FL: Monkey Largo) [2015] – r.: Dan Schimpf
– I/9. rész (Big Time in Hollywood, FL: The Hand That Feeds) [2015] – r.: Dan Schimpf
– I/10. rész (befejező) rész (Big Time in Hollywood, FL: Art Imitates Death) [2015] – r.: Dan Schimpf
1. magyar változat [2016-ban] hangmérnök (Másik Zoltán néven), produkciós vezető
860. A Skorpiókirály 4. – Harc a hatalomért (The Scorpion King: The Lost Throne) [2015] – r.: Mike Elliott
1. magyar változat [2014-ben] hangmérnök (Másik Zoltán néven), vágó (Másik Zoltán néven), produkciós vezető
861. A stanfordi börtönkísérlet (The Stanford Prison Experiment) [2015] – r.: Kyle Patrick Alvarez
1. magyar változat [2015-ben] hangmérnök (Másik Zoltán néven), produkciós vezető
862. A szüfrazsett (Suffragette) [2015] – r.: Sarah Gavron
1. magyar változat [2015-ben] hangmérnök (Másik Zoltán néven), produkciós vezető
863. Tízezer szent (Ten Thousand Saints) [2015] – r.: Shari Springer Berman, Robert Pulcini
1. magyar változat [2016-ban] hangmérnök (Másik Zoltán néven), produkciós vezető
864. Tremors 5. (Tremors 5: Bloodline) [2015] – r.: Don Michael Paul
1. magyar változat [2015-ben] hangmérnök (Másik Zoltán néven), vágó (Másik Zoltán néven), produkciós vezető
865. Utolsó lovagok (Last Knights) [2015] – r.: Kazuaki Kiriya
1. magyar változat [2015-ben] hangmérnök (Másik Zoltán néven), vágó (Másik Zoltán néven), produkciós vezető
866. A vasöklű férfi 2. (The Man with the Iron Fists 2) [2015] – r.: Roel Reiné
1. magyar változat [2015-ben] hangmérnök (Másik Zoltán néven), vágó (Másik Zoltán néven), produkciós vezető
867. Wild Horses (Wild Horses) [2015] – r.: Robert Duvall
1. magyar változat [2016-ban] hangmérnök (Másik Zoltán néven), produkciós vezető
868. Bőrnyakúak 3. – Ostrom (Jarhead 3: The Siege) [2016] – r.: William Kaufman
1. magyar változat [2015-ben] hangmérnök (Másik Zoltán néven), produkciós vezető
869. Captain Fantastic (Captain Fantastic) [2016] – r.: Matt Ross
1. magyar változat [2016-ban] hangmérnök (Másik Zoltán néven), produkciós vezető
870. Éjszakai ragadozók (Nocturnal Animals) [2016] – r.: Tom Ford
1. magyar változat [2016-ban] hangmérnök (Másik Zoltán néven), vágó (Másik Zoltán néven) szinkronrendező
871. Az erőszak völgye (In a Valley of Violence) [2016] – r.: Ti West
1. magyar változat (szinkron) [2016-ban] hangmérnök (Másik Zoltán néven), produkciós vezető
872. Honey 3: Dare to Dance (Honey 3: Dare to Dance) [2016] – r.: Bille Woodruff
1. magyar változat (szinkron) [2016-ban] hangmérnök (Másik Zoltán néven), produkciós vezető
873. Level Up (Level Up) [2016] – r.: Adam Randall
1. magyar változat (szinkron) [2016-ban] hangmérnök (Másik Zoltán néven), produkciós vezető
874. A megtévesztésen túl (Misconduct) [2016] – r.: Shintaro Shimosawa
1. magyar változat (szinkron) [2016-ban] hangmérnök (Másik Zoltán néven), produkciós vezető
875. Ovizsaru 2. (Kindergarten Cop 2) [2016] – r.: Don Michael Paul
1. magyar változat (szinkron) [2016-ban] hangmérnök (Másik Zoltán néven), produkciós vezető
876. A stylist (Personal Shopper) [2016] – r.: Olivier Assayas
1. magyar változat (szinkron) [2017-ben] hangmérnök (Másik Zoltán néven), produkciós vezető
877. Az ükhadsereg (Dad’s Army) [2016] – r.: Oliver Parker
1. magyar változat (szinkron) [2016-ban] hangmérnök (Másik Zoltán néven), produkciós vezető
878. The Veil (The Veil) [2016] – r.: Phil Joanou
1. magyar változat (szinkron) [2016-ban] hangmérnök (Másik Zoltán néven), produkciós vezető
879. Big Fat Liar 2 (Big Fat Liar 2) [2017] – r.: Ron Oliver
1. magyar változat (szinkron) [2017-ben] hangmérnök (Másik Zoltán néven), produkciós vezető
880. Meztelen befutó (Flitzer) [2017] – r.: Peter Luisi
1. magyar változat (szinkron) [2019-ben] hangmérnök (Másik Zoltán néven)
881. Amikor lehunyod a szemed (Mara) [2018] – r.: Clive Tonge
1. magyar változat (szinkron) [2018-ban] hangmérnök (Másik Zoltán néven), produkciós vezető
882. Csodálatos fiú (Beautiful Boy) [2018] – r.: Felix van Groeningen
1. magyar változat (szinkron) [2018-ban] hangmérnök (Másik Zoltán néven), vágó (Másik Zoltán néven)
883. Gyémánthajsza (Siberia) [2018] – r.: Matthew Ross
1. magyar változat (szinkron) [2018-ban] hangmérnök (Másik Zoltán néven), produkciós vezető
884. Legénybúcsú Bt. (Budapest) [2018] – r.: Xavier Gens
1. magyar változat (szinkron) [2018-ban] hangmérnök (Másik Zoltán néven), produkciós vezető
885. Mindenki tudja (Todos lo saben) [2018] – r.: Asghar Farhadi
1. magyar változat (szinkron) [2018-ban] hangmérnök (Másik Zoltán néven), produkciós vezető
886. Mirai – Lány a jövőből (Mirai no Mirai) [2018] – r.: Mamoru Hosoda
1. magyar változat (szinkron) [2018-ban] hangmérnök (Másik Zoltán néven), vágó (Másik Zoltán néven), produkciós vezető
887. Silvio és a többiek (Loro) [2018] – r.: Paolo Sorrentino
1. magyar változat (szinkron) [2018-ban] hangmérnök (Másik Zoltán néven)
888. Szavak nélkül (Un homme pressé) [2018] – r.: Hervé Mimran
1. magyar változat (szinkron) [2019-ben] hangmérnök (Másik Zoltán néven)
889. A tanítónő (The Kindergarten Teacher) [2018] – r.: Sara Colangelo
1. magyar változat (szinkron) [2019-ben] hangmérnök (Másik Zoltán néven)
890. Zöld könyv – Útmutató az élethez (Green Book) [2018] – r.: Peter Farrelly
1. magyar változat (szinkron) [2019-ben] hangmérnök (Másik Zoltán néven)
891. Élősködők (Gisaengchung) [2019] – r.: Bong Joon Ho
1. magyar változat (szinkron) [2019-ben] hangmérnök (Másik Zoltán néven), szinkronrendező
892. Fehér éjszakák (Midsommar) [2019] – r.: Ari Aster
1. magyar változat (szinkron) [2019-ben] hangmérnök (Másik Zoltán néven), szinkronrendező
893. Szívek királynője (Dronningen) [2019] – r.: May el–Toukhy
1. magyar változat (szinkron) [2019-ben] szinkronrendező